# Pământ
Pământul (numit și Terra sau „Planeta albastră”) este a treia planetă de la Soare și cea mai mare dintre planetele telurice ale Sistemului Solar, atât pentru masă, cât și pentru diametru. Este singurul corp ceresc despre care se știe că adăpostește viață. Aproximativ 29,2 % din suprafața Pământului este un uscat format din continente și insule. Restul de 70,8 % este acoperit cu apă, în mare parte de oceane, mări, golfuri și alte corpuri de apă sărată, dar și de lacuri, râuri și alte ape dulci, care împreună constituie hidrosfera. O mare parte din regiunile polare ale Pământului sunt acoperite cu gheață. Stratul exterior al Pământului este împărțit în mai multe plăci tectonice rigide care migrează pe suprafață de-a lungul a multe milioane de ani. Interiorul Pământului rămâne activ cu un nucleu interior din fier solid, un miez exterior lichid care generează câmpul magnetic al Pământului și o manta de convecție care conduce tectonica plăcilor.
Atmosfera Pământului este formată în principal din azot și oxigen. Regiunile tropicale primesc mai multă energie solară decât regiunile polare și este redistribuită de circulația atmosferică și oceanică. Gazele cu efect de seră joacă, de asemenea, un rol important în reglarea temperaturii suprafeței. Clima unei regiuni nu este determinată doar de latitudine, ci și de înălțime și de apropierea de ocean, printre alți factori. 
Gravitația Pământului interacționează cu alte obiecte din spațiu, în special cu Soarele și Luna, singurul satelit natural al Pământului. Pământul orbitează în jurul Soarelui în aproximativ 365,25 de zile. Axa de rotație a Pământului este înclinată în raport cu planul său orbital, producând anotimpuri pe Pământ. Interacțiunea gravitațională dintre Pământ și Lună cauzează mareele, stabilizează orientarea Pământului în jurul axei sale, și încetinește treptat rotația acestuia. Pământul este cea mai densă planetă din Sistemul Solar și cea mai mare dintre cele patru planete telurice.
Conform datărilor radiometrice și a altor dovezi, Pământul s-a format în urmă cu peste 4,5 miliarde de ani din gazele sistemului solar timpuriu. În timpul primului miliard de ani din istoria Pământului s-a format oceanul și apoi s-a dezvoltat viața în el. Viața s-a răspândit la nivel global și a modificat atmosfera și suprafața Pământului, ducând la proliferarea organismelor anaerobe și, mai târziu, a organismelor aerobe. Unele dovezi geologice indică faptul că viața ar fi putut să apară încă de acum 4,1 miliarde de ani. De atunci, combinația distanței Pământului față de Soare, proprietățile fizice și istoria geologică au permis vieții să evolueze și să prospere. În istoria vieții pe Pământ, biodiversitatea a trecut prin perioade lungi de expansiune, ocazional punctate de extincții în masă. Peste 99 % din toate speciile care au trăit vreodată pe Pământ sunt extincte. 8 miliarde de oameni trăiesc astăzi pe Pământ și depind de biosfera și resursele sale naturale pentru supraviețuire. Oamenii au un impact din ce în ce mai mare asupra suprafeței Pământului, a hidrologiei, a proceselor atmosferice și a altor vieți.

## Nume și etimologie
Pământul este singura planetă din Sistemul Solar al cărei nume nu derivă din mitologia greacă sau romană. Toate celelalte planete au fost denumite după zei și zeițe din mitologia greco-romană. În română, cuvântul „pământ” este moștenit din latină pavimentum, care înseamnă „pământ bătătorit și nivelat”, „pardoseală cu lespezi sau mozaic”, „pavaj”, „podea”, „drum pietruit”, „loc neted”, „bătătură”.
Terra provine din latinescul tĕrra (pământ, sol), care la rândul său derivă din termenul de origine indo-europeană terse, cu sensul de „parte uscată”, opus „părții apoase”. Dar Terra a mai fost denumită în trecut și ca orbe terracqueo. Cuvântul latin orbe a avut mai întâi semnificația „cerc” și apoi de „lume”.
Cuvintele ce se referă la Terra pot fi formate în mai multe moduri. Primul este folosirea rădăcinii terra-, ca de exemplu cuvântul „terestru”. Mai există și rădăcina telur-, cum se poate vedea în cuvintele teluric, telurian. Ambii termeni provin de la zeița romană Terra Mater, ce se pare că și-a primit numele, la rândul ei, de la vechea denumire de Tellus Mater. Termenii științifici precum geografie, geocentric, geotermal folosesc prefixul grecesc geo-, derivat din numele zeiței Gaia, echivalenta Terrei Mater în mitologia greacă.

## Cronologie

### Formare

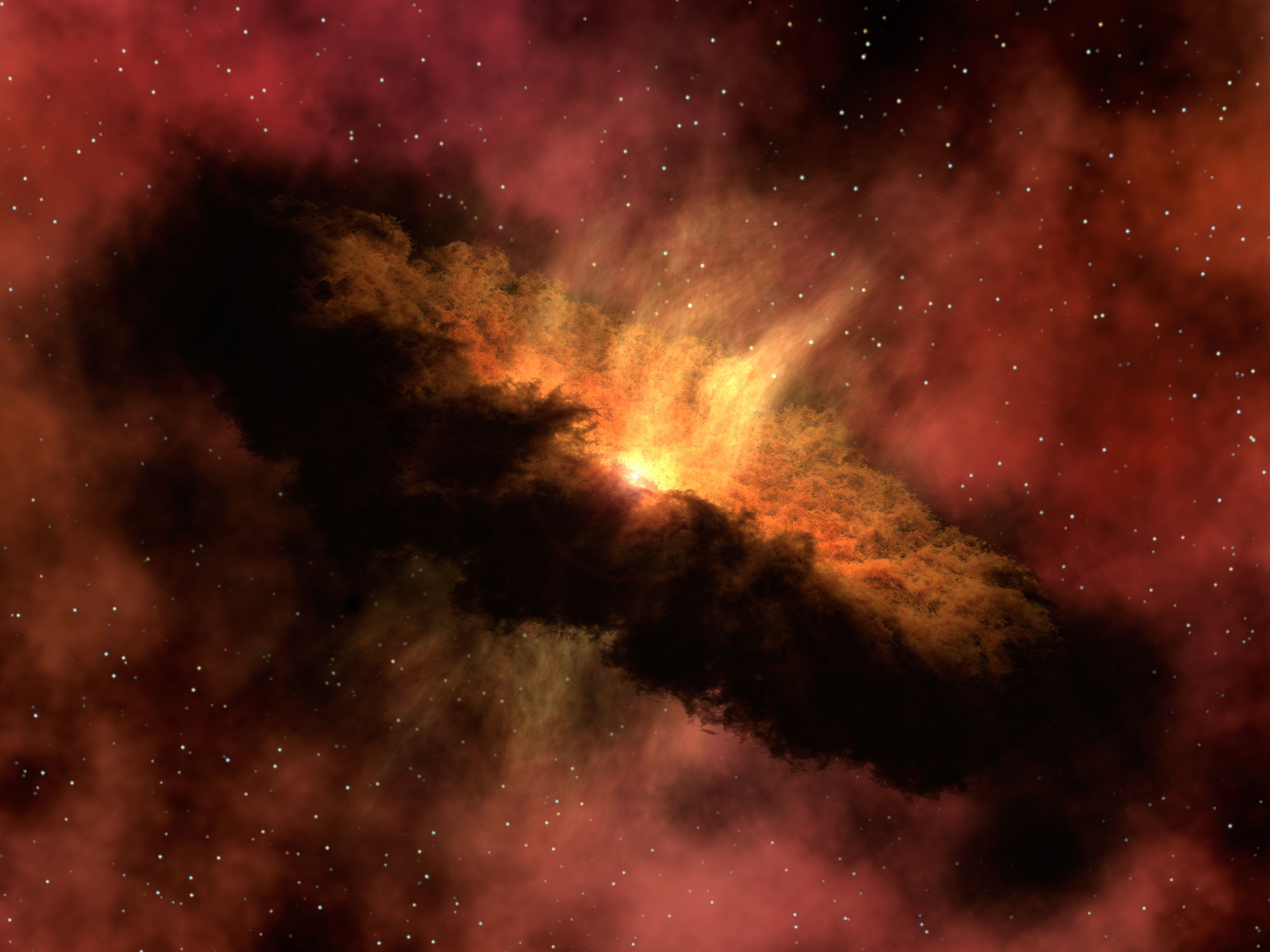
Concepție artistică a unui disc protoplanetar

Cel mai vechi material găsit în Sistemul Solar este datat 4,5672 ± 0,0006 miliarde de ani în urmă. Acum 4,54 ± 0.04 miliarde de ani în urmă s-a format Pământul primordial. Corpurile din Sistemul Solar s-au format și au evoluat cu Soarele. Teoretic, o nebuloasă solară separă un volum dintr-un nor molecular prin prăbușirea gravitațională, care începe să se rotească și să se aplatizeze într-un disc circumstelar, iar apoi planetele și Soarele se formează din acest disc. O nebuloasă conține gaz, bucăți mici de gheață și praf cosmic (inclusiv nucleide primordiale). Conform ipotezei nebulare, planetezimale s-au format prin acreție, Pământul primordial căpătând o formă în 10-20 milioane de ani.
Un subiect de cercetare este formarea Lunii, acum aproximativ 4,53 miliarde de ani. O teorie principală (ipoteza impactului gigantic) este aceea că a fost formată prin acumularea de materiale eliberate de Pământ, după ce un obiect de dimensiunea planetei Marte, numit Theia, a lovit Terra. În această ipoteză, masa Theiei era de aproximativ 10 % din Pământ, și a lovit o margine a Terrei, o parte din masa sa fuzionând cu Pământul. Între aproximativ 4,1 și 3,8 miliarde de ani de urmă, numeroasele impacturi ale asteroizilor au provocat schimbări semnificative în mediul de la suprafața Lunii și, prin inferență, și în cel al Pământului.

### După formare

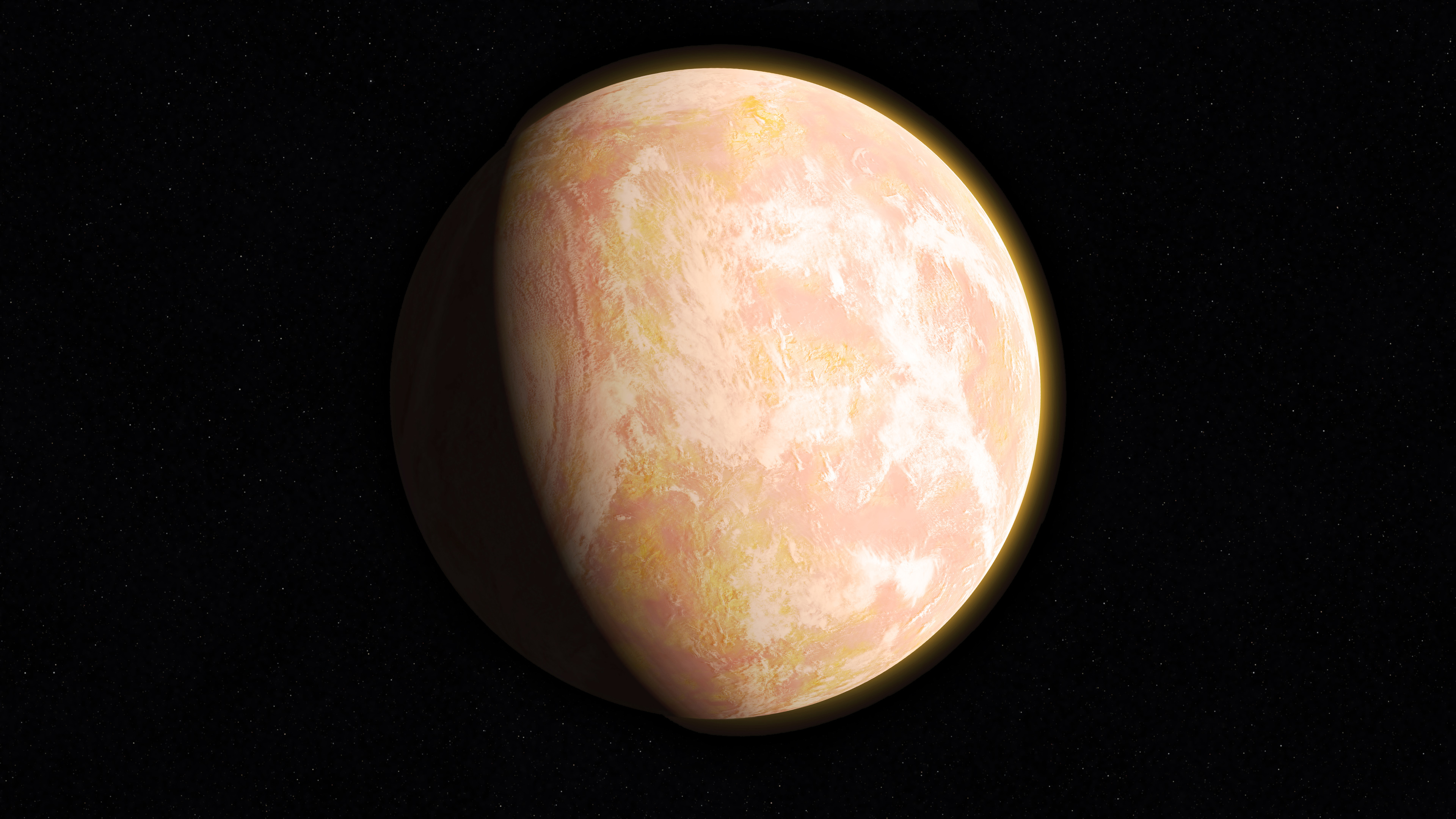
Impresie artistică a Pământului timpuriu nuanțat în portocaliu prin atmosfera timpurie bogată în metan.

Atmosfera și oceanele Pământului s-au format prin activitatea vulcanică și de expulzare. Vaporii de apă proveniți din aceste surse s-au condensat în oceane, amplificate cu apă și gheață de la asteroizi, protoplante și comete. Este posibil ca apă suficientă pentru a umple oceanele să fi fost întotdeauna pe Pământ de la începutul formării planetei. În acest model, gazele cu efect de seră din atmosferă au păstrat oceanele să nu înghețe când Soarele nou format nu avea decât 70 % din luminozitatea actuală. Acum 3,5 miliarde de ani în urmă câmpul magnetic al Pământului s-a stabilizat, împiedicând împrăștierea atmosferei de către vântul solar.
Pe măsură ce stratul exterior topit al Pământului s-a răcit, s-a format prima crustă solidă, despre care se crede că a avut o compoziție mafică. Prima crustă continentală, care avea o compoziție mai felsică, s-a format prin topirea parțială a acestei cruste mafice. Prezența boabelor de zircon mineral din Hadean în rocile sedimentare eoarhiene sugerează că cel puțin o crustă felsică a existat încă de acum 4,4 miliarde de ani, la numai 140 milioane de ani după formarea Pământului. Există două modele principale ale modului în care acest volum inițial mic de crustă continentală a evoluat pentru a ajunge la abundența actuală: (1) o creștere relativ constantă până în prezent, care este susținută de datarea radiometrică a crustei continentală la nivel global și (2) o creștere rapidă inițială a volumului de crustă continentală în timpul Arheanului, formând cea mai mare parte a crustei continentale care există acum, care este susținută de dovezi izotopice de la hafniu în zirconiu și neodim în roci sedimentare. Cele două modele și datele care le susțin pot fi reconciliate prin reciclarea pe scară largă a scoarței continentale, în special în primele etape ale istoriei Pământului.
Continentele au fost formate de tectonica plăcilor, un proces condus în cele din urmă de pierderea continuă a căldurii din interiorul Pământului. De-a lungul a sute de milioane de ani, supercontinentele s-au asamblat și s-au rupt. Cu aproximativ 750 de milioane de ani în urmă, unul dintre cele mai vechi supercontinente cunoscute, Rodinia, a început să se destrame. Mai târziu, continentele s-au recombinat pentru a forma Pannotia (cu 600-540 milioane de ani în urmă), apoi Pangaea, care, de asemenea, s-a destrămat acum 180 milioane de ani în urmă.
Modelul actual al epocilor de gheață a început cu aproximativ 40 milioane de ani în urmă și apoi s-a intensificat în timpul Pleistocenului cu 3 milioane de ani în urmă. Regiunile cu latitudine înaltă au suferit de atunci cicluri repetate de glaciațiune și dezgheț, repetându-se la fiecare 40.000-100.000 ani. Ultima glaciație continentală s-a încheiat cu 10.000 de ani în urmă.

### Originea vieții și evoluție

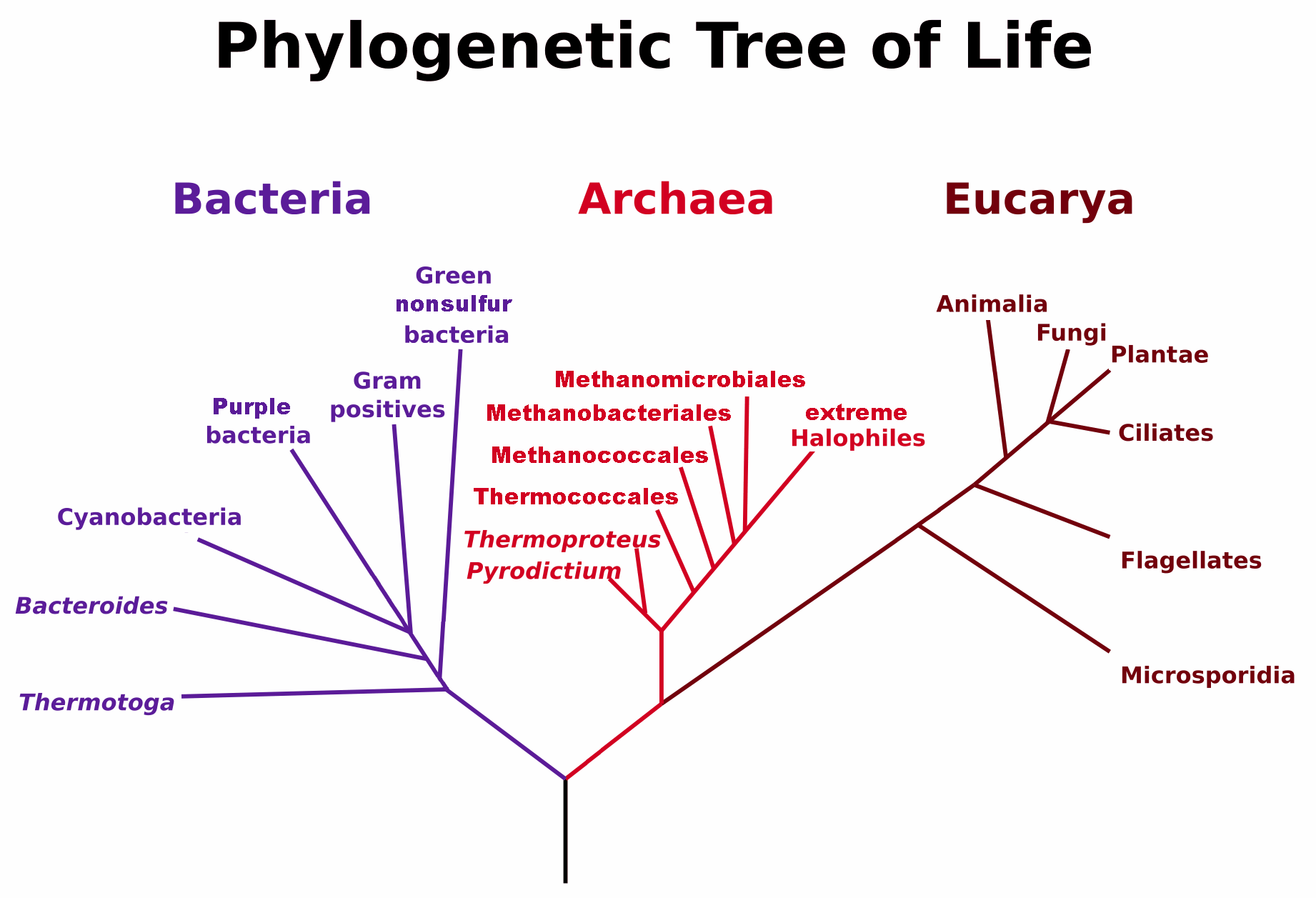
Arbore filogenetic al vieții pe Pământ bazat pe analiza rRNA

Reacțiile chimice au condus la primele molecule cu auto-replicare acum aproximativ patru miliarde de ani în urmă. O jumătate de miliard de ani mai târziu, a apărut ultimul strămoș comun al vieții curente. Evoluția fotosintezei a permis ca energia Soarelui să fie recoltată direct de formele de viață. Oxigenul molecular (O2) rezultat s-a acumulat în atmosferă și datorită interacțiunii cu radiația solară ultravioletă, a format un strat de ozon (O3) protector în atmosfera superioară. Încorporarea celulelor mai mici în cele mai mari a dus la dezvoltarea celulelor complexe numite eucariote. Organisme multicelulare formate ca celule în colonii au devenit din ce în ce mai specializate. Ajutată de absorbția luminii ultraviolete periculoasă de către stratul de ozon, viața a colonizat suprafața Pământului.
Printre cele mai vechi dovezi de viață se numără fosilele microbiene găsite în gresia de 3,48 miliarde de ani din Australia de Vest, grafitul biogenic găsit în rocile metasedimentare vechi de 3,7 miliarde de ani în Groenlanda de Vest, și rămășițe de material biotic găsit în roci vechi de 4,1 miliarde de ani în Australia de Vest. Cea mai veche dovadă directă a vieții pe Pământ este conținută în roci australiene de 3,45 miliarde de ani care prezintă fosile ale microorganismelor.
În timpul Neoproterozoicului, în urmă cu 750-580 milioane de ani, o mare parte a Pământului ar fi putut fi acoperită cu gheață. Această ipoteză a fost denumită „Pământ de zăpadă” și este de un interes deosebit deoarece a precedat Explozia Cambriană, când formele de viață multicelulare au crescut semnificativ în complexitate. După Explozia Cambriană, acum 535 milioane de ani, au existat cinci extincții în masă. Cel mai recent eveniment de acest fel s-a petrecut cu 66 de milioane de ani în urmă, când un impact cu un asteroid a declanșat dispariția dinozaurilor non-aviari și a altor reptile mari, dar a cruțat animalele mici, cum ar fi mamiferele, care la vremea aceea erau asemănătoare cu soricidele.
Viața mamiferelor s-a diversificat în ultimii 66 de milioane de ani, iar în urmă cu câteva milioane de ani, un animal african, cum ar fi Orrorin tugenensis, a dobândit capacitatea de a sta în picioare. Această abilitate a dus la stimularea necesară pentru un creier mai mare, care a dus la evoluția oamenilor. Dezvoltarea agriculturii și apoi a civilizației a permis oamenilor să influențeze mediul.

### Viitor

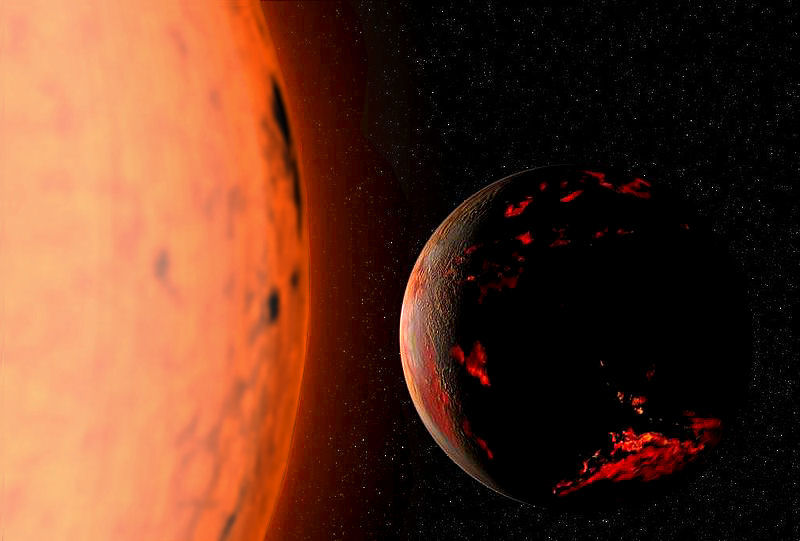
Ilustrație presupusă a Pământului ars după ce Soarele va intra în faza de gigantă roșie, peste aproximativ 5-7 miliarde de ani.

Viitorul Pământului pe termen lung este legat de cel al Soarelui. În următorii 1,1 miliarde de ani, luminozitatea solară va crește cu 10 %, iar în următorii 3,5 miliarde cu 40 %. Temperatura de suprafață în creștere a Pământului va accelera ciclul carbon, reducând concentrația de CO2 la niveluri letal de scăzute pentru plante, în aproximativ 500-900 milioane de ani. Lipsa vegetației va duce la scăderea oxigenului în atmosferă, făcând imposibilă viața animalelor. După încă un miliard de ani, toată apa de suprafață va dispărea iar temperatura globală medie va atinge 70 °C (158 °F). Din acel moment, se așteaptă ca Pământul să fie locuibil pentru încă 500 de milioane de ani, posibil mai mult dacă azotul este îndepărtat din atmosferă. Chiar dacă Soarele ar fi veșnic și stabil, 27 % din apa oceanelor va coborî în manta Pământului într-un miliard de ani.
Soarele va evolua devenind o gigantă roșie în aproximativ 5 miliarde de ani. Modelele preconizează că Soarele se va extinde la aproximativ 1 UA (150 milioane km), aproximativ de 250 de ori mai mare decât raza actuală. Soarta Pamântului este mai puțin clară. Ca gigantă roșie, Soarele va pierde aproximativ 30 % din masa sa, astfel că, fără a lua în considerare efectele mareei, Pământul se va deplasa pe o orbită de 1,7 UA (250 milioane km) de la Soare, când steaua va ajunge la raza ei maximă. Viața rămasă va fi distrusă de luminozitatea crescută a Soarelui (care va atinge o valoare maximă de 5000 de ori mai mare față de nivelul actual). O simulare din 2008 indică faptul că orbita Pământului se va diminua în cele din urmă din cauza efectelor mareei, determinând Terra să intre în atmosfera Soarelui și să fie vaporizată.

## Caracteristici fizice

### Formă

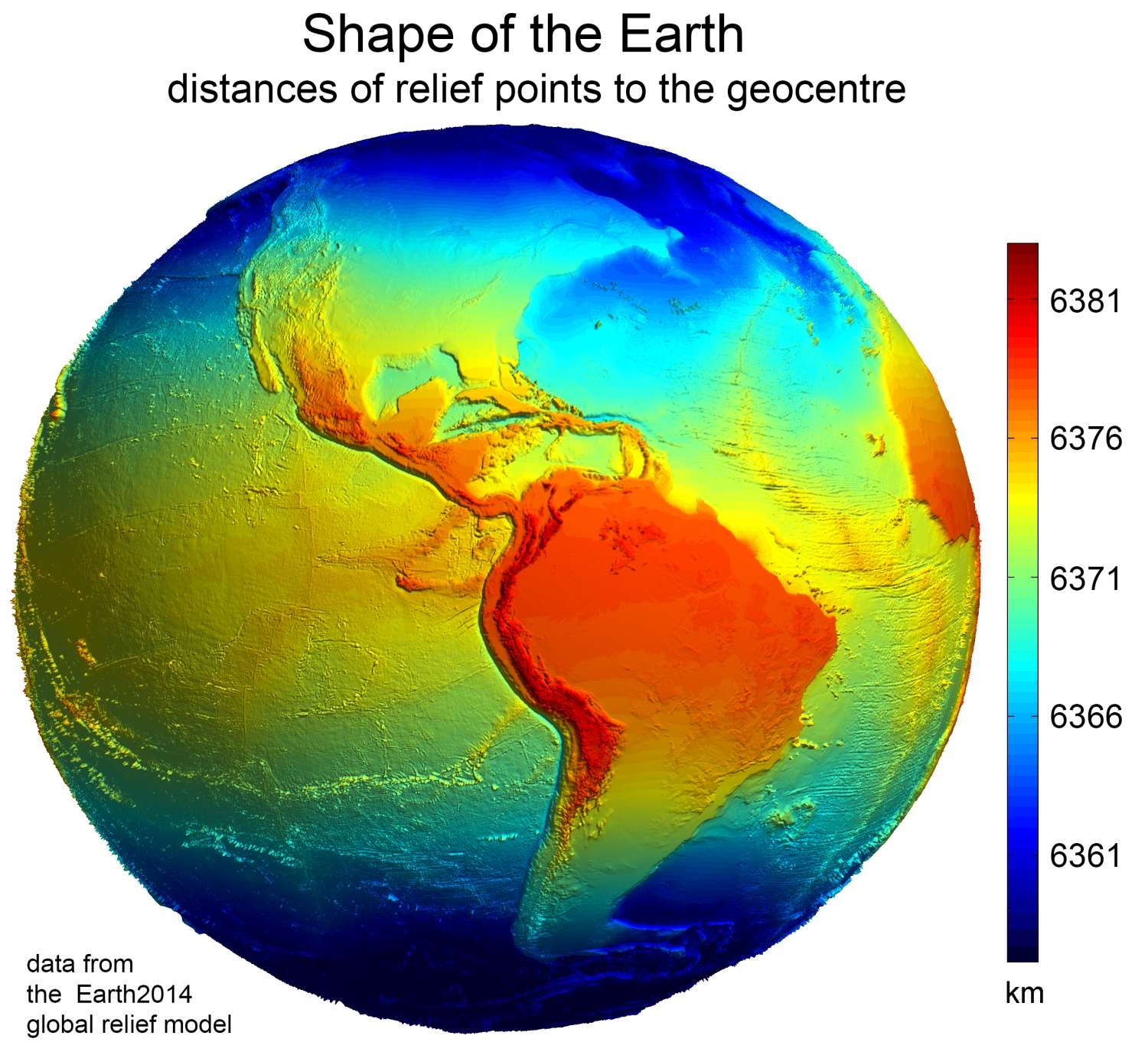
Forma planetei Pământ.

Forma Pământului este aproape sferică, cu un diametru mediu de 12.742 kilometri, ceea ce îl face al cincilea obiect ca mărime dintre obiectele de dimensiuni planetare ale Sistemului Solar și cel mai mare dintre obiectele telurice. Datorită rotației, Pământul este bombat în jurul ecuatorului, și ușor aplatizat la poli, astfel încât forma Pământului este descrisă mai precis ca un sferoid aplatizat, al cărui diametrul ecuatorial este cu 43 de kilometri mai mare decât diametrul pol-pol.
În plus, forma Pământului are variații topografice locale. Deși cele mai mari variații, cum ar fi Groapa Marianelor (10.925 metri sub nivelul mării), scurtează raza medie a Pământului cu 0,17%, iar Muntele Everest (8.848 metri deasupra nivelului mării) o prelungește cu doar 0,14%.
Pentru a măsura variația locală a topografiei Pământului, geodezia folosește un Pământ idealizat care produce o formă numită geoid. O astfel de formă de geoid se obține dacă oceanul este idealizat, acoperind Pământul complet și fără perturbări, cum ar fi mareele și vânturile. Rezultatul este o suprafață geoidă netedă, dar gravitațională neregulată, oferind un nivel mediu al mării ca nivel de referință pentru măsurători topografice.

### Compoziția chimică
| Compus             | Formula | Compoziție  | Compoziție |
| Compus             | Formula | Continental | Oceanic    |
| ------------------ | ------- | ----------- | ---------- |
| dioxid de siliciu  | SiO2    | 60.2 %      | 48.6 %     |
| oxid de aluminiu   | Al2O3   | 15.2 %      | 16.5 %     |
| oxid de calciu     | CaO     | 5.5 %       | 12.3 %     |
| oxid de magneziu   | MgO     | 3.1 %       | 6.8 %      |
| oxid de sodiu      | Na2O    | 3.0 %       | 2.6 %      |
| oxid de fier (II)  | FeO     | 3.8 %       | 6.2 %      |
| oxid de potasiu    | K2O     | 2.8 %       | 0.4 %      |
| oxid de fier (III) | Fe2O3   | 2.5 %       | 2.3 %      |
| apă                | H2O     | 1.4 %       | 1.1 %      |
| dioxid de carbon   | CO2     | 1.2 %       | 1.4 %      |
| dioxid de titan    | TiO2    | 0.7 %       | 1.4 %      |
| pentoxid de fosfor | P2O5    | 0.2 %       | 0.3 %      |
| Total              | Total   | 99.6 %      | 99.9 %     |

Masa Pământului este de aproximativ 5,97 x 1024 kg (5,970 Yg). Se compune în principal din fier (32,1 %), oxigen (30,1 %), siliciu (15,1 %), magneziu (13,9 %), sulf (2,9 %), nichel (1,8 %), calciu (1,5 %), aluminiu (1,4 %), restul de 1,2 % constând din cantități mici de alte elemente. Datorită segregării masei se estimează că nucleul se compune în principal din fier (88,8 %), cu cantități mai mici de nichel (5,8 %), sulf (4,5 %) și mai puțin de 1 % oligoelemente.
Cel mai des întâlnite componente ale crustei sunt aproape toți oxizii: clorul, sulful și fluorul sunt excepțiile importante, cantitatea lor totală din orice piatră fiind de obicei mult mai mică decât 1 %. Peste 99 % din crustă este compusă din 11 oxizi, în principal dioxid de siliciu, oxid de aluminiu, oxizi de fier, oxid de calciu, oxid de magneziu și oxid de potasiu.

### Structura internă
Interiorul Pământului, la fel ca la celelalte planete telurice, este împărțit în straturi. Stratul exterior este o crustă solidă din punct de vedere chimic, care are o grosime de aproximativ 6 km sub oceane și 30–50 km în domeniul continental. Contactul cu mantaua se face prin discontinuiatea Mohorovičić. Crusta (scoarța terestră) și partea superioară, rigidă, a mantalei formează litosfera, iar litosfera este compusă din plăci tectonice. Sub litosferă este mezosfera (sau mantaua inferioară), un strat alcătuit din oxizi și silicați de fier, nichel și crom. Mezosfera este alcătuită din două subînvelișuri: primul, aflat între 400 km și 1.000 km, are roci parțial cristalizate, materia fiind în stare vâscoasă dar neomogenă în compoziție, iar cel de-al doilea subînveliș, aflat între 1.000 și 2.900 km, în care materia este omogenă chimic. Sub mezosferă, se află nucleul, care este împărțit în nucleul intern, unde materia este alcătuită din elemente grele (fier, nichel, crom) și se află în stare solidă, și nucleul extern, format din materie în stare de topitură, în care abundă elementele grele. Raza nucleului intern este de aproximativ o cincime din cea a Pământului.
| Earth cutaway from core to exosphere. Not to scale. | Adâncime km | Strat component    | Densitate g/cm3 |
| --------------------------------------------------- | ----------- | ------------------ | --------------- |
| Earth cutaway from core to exosphere. Not to scale. | 0–60        | Litosferă          | —               |
| Earth cutaway from core to exosphere. Not to scale. | 0–35        | Scoarța            | 2.2–2.9         |
| Earth cutaway from core to exosphere. Not to scale. | 35–60       | Mantaua superioară | 3.4–4.4         |
| Earth cutaway from core to exosphere. Not to scale. | 35–2890     | Mantaua            | 3.4–5.6         |
| Earth cutaway from core to exosphere. Not to scale. | 100–700     | Astenosferă        | —               |
| Earth cutaway from core to exosphere. Not to scale. | 2890–5100   | Nucleul extern     | 9.9–12.2        |
| Earth cutaway from core to exosphere. Not to scale. | 5100–6378   | Nucleul intern     | 12.8–13.1       |

### Căldura terestră
Căldura internă a Pământului provine dintr-o combinație de căldură reziduală acumulată în perioada lui pregeologică (aproximativ 20 %) și căldura produsă prin dezintegrare radioactivă (80 %). Principalii izotopi care produc căldură în interiorul Pământului sunt: potasiu-40, uraniu-238 și thoriu-232. În centru, temperatura poate ajunge până la 6.000 °C (10630 ° F), iar presiunea ar putea ajunge la 360 GPa. Deoarece o mare parte a căldurii este provocată de dezintegrarea radioactivă, oamenii de știință consideră că la începutul istoriei Pământului, înainte de dezintegrarea izotopilor de scurtă durată, producția de căldură a Pământului era mult mai mare. Această producție suplimentară, de două ori mai mare decât este astăzi, cu 3 miliarde de ani în urmă, ar fi majorat gradienții de temperatură și, astfel, rata de convecție a mantalei și tectonica plăcilor, ar fi permis formarea de rocă ignifugă, cum ar fi comatitele, care astăzi se formează rar.
| Isotop | Căldura eliberată W/kg isotop | Timp de înjumătățire ani | Concentrația medie a mantalei kg isotop/kg manta | Căldura eliberată W/kg manta |
| ------ | ----------------------------- | ------------------------ | ------------------------------------------------ | ---------------------------- |
| 238U   | 94.6×10−6                     | 4.47×109                 | 30.8×10−9                                        | 2.91×10−12                   |
| 235U   | 569×10−6                      | 0.704×109                | 0.22×10−9                                        | 0.125×10−12                  |
| 232Th  | 26.4×10−6                     | 14.0×109                 | 124×10−9                                         | 3.27×10−12                   |
| 40K    | 29.2×10−6                     | 1.25×109                 | 36.9×10−9                                        | 1.08×10−12                   |

Pierderea medie de căldură de pe Pământ este de 87 mW m−2, pentru o pierdere de căldură globală de 4,42 x 1013 W. O parte din energia termică a nucleului este transportată către scoarța terestră prin „panașe mantelice”. Aceste panașe pot genera la suprafața Terrei puncte fierbinți și capcane geologice. Căldura Pământului se pierde prin tectonica plăcilor și prin conducerea prin litosferă.

### Plăcile tectonice
| Shows the extent and boundaries of tectonic plates, with superimposed outlines of the continents they support |                   |
| Nume placă | Suprafață 106 km2 |
| Placa Pacificului                                                                                             | 103,3             |
| Placa Africană                                                                                                | 78,0              |
| Placa Nord-Americană                                                                                          | 75,9              |
| Placa Eurasiatică                                                                                             | 67,8              |
| Placa Antarctică                                                                                              | 60,9              |
| Placa Indiano-Australiană                                                                                     | 47,2              |
| Placa Sud-Americană                                                                                           | 43,6              |

Învelișul exterior relativ rigid al Pământul, litosfera, este împărțită în plăci tectonice. Aceste plăci sunt segmente rigide aflate într-o continuă dinamică și sunt delimitate de trei mari limite ale plăcilor tectonice: limite convergente, când plăcile se îndreaptă una către cealaltă, limite divergente, când plăcile se îndreaptă în direcții opuse, și limite transformante, când plăcile se deplasează una în lungul celeilalte. Cutremurele, activitățile vulcanice, formarea munților și formarea fosei oceanice, sunt mai frecvente de-a lungul acestor limite.

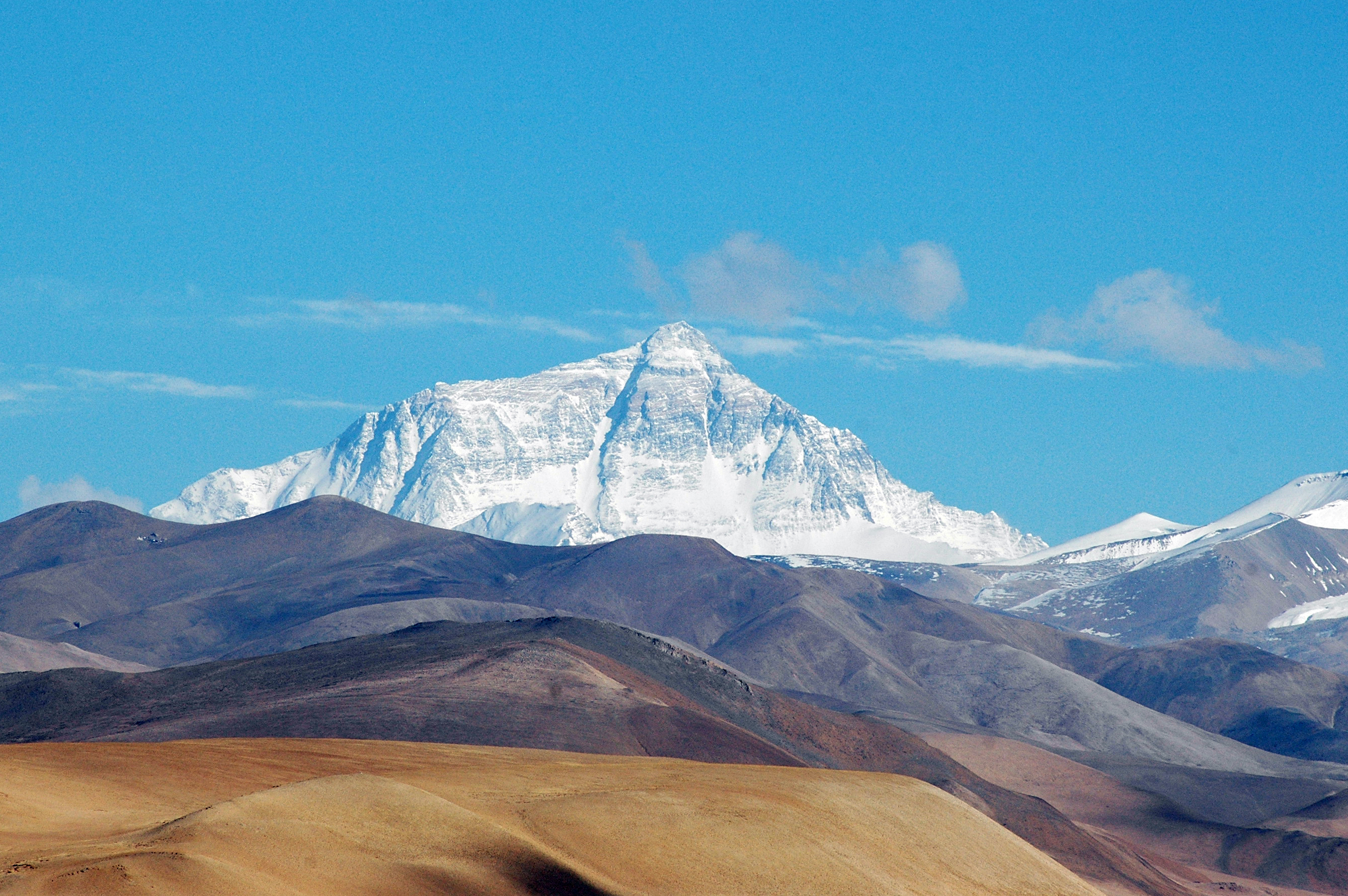
Munții se înalță atunci când plăcile tectonice se mișcă una către cealaltă, forțând pătrundera. Cel mai mare munte de pe Pământ este Muntele Everest.

Pe măsură ce plăcile tectonice migrează, scoarța oceanică este subductată sub marginile plăcilor aflate la limitele convergente. În același timp, creșterea magmei la limitele divergente creează crestăturile oceanelor medii. Combinația acestor procese reciclează crusta oceanică în mantaua Pământului. Datorită acestei reciclări, cea mai mare parte a fundului oceanului are o vechime mai mică de 100 de milioane de ani. Cea mai veche crustă oceanică este localizată în Pacificul de Vest și este estimată la 200 milioane de ani vechime. Prin comparație, cea mai veche crustă continentală datată are o vechime de 4030 milioane de ani.
Cele șapte plăci majore suntː Placa Pacificului, Placa Nord-Americană, Placa Eurasiatică, Placa Africană, Placa Antarctică, Placa Indiano-Australiană și Placa Sud-Americană. Printre alte plăci importante se numără plăcile Arabică, Caribică, Nazaca și Scoțiană. Placa Australiană a fuzionat cu placa Indiană acum 50-55 de milioane de ani în urmă. Plăcile cu cea mai rapidă mișcare sunt plăcile oceanice, placa Cocos avansând cu o rată de 75 mm pe an, iar placa Pacificului mișcându-se cu 52–69 mm pe an. La cealaltă extremă, placa Eurasiatică se mișcă cu 21 mm pe an.

### Suprafață

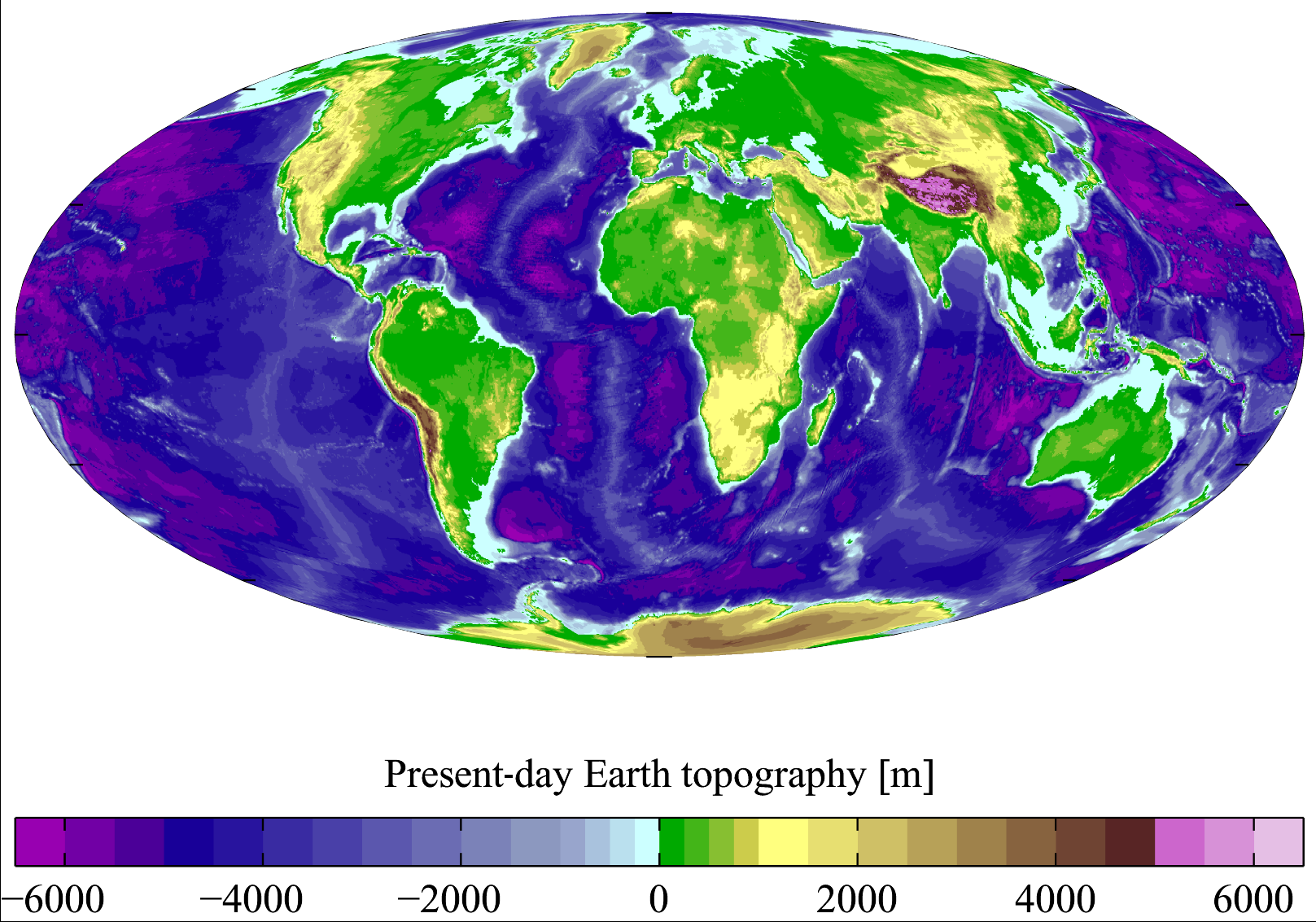
Studiul altimetric și bimetric al Pământului.

Suprafața totală a Pământului este de aproximativ 510 milioane km2. Din aceasta, 70,8 %, sau 361,13 milioane km2 sunt sub nivelul mării și acoperiți cu ocean. Sub suprafața oceanului se află o mare parte a raftului continental, munților, vulcanilor, a tranșeelor oceanice, a canioanelor submarine, a platourilor oceanice. Restul de 29,2 %, sau 148,94 milioane km2 neacoperit de apă, constă în munți, deșerturi, câmpii, platouri și alte forme de relief. Tectonica și eroziunea, erupțiile vulcanice, inundațiile, intemperiile, glaciațiunile, creșterea recifelor de corali și impactul meteoriților se numără printre procesele care transformă în mod constant suprafața Pământului de-a lungul timpului geologic.
Crusta continentală constă dintr-un material cu o densitate mai mică, cum ar fi granitul și andezitul. Mai puțin obișnuit este bazaltul, o piatră vulcanică mai densă, care este constituentul principal al fundului oceanic. Roca sedimentară este formată prin acumularea și consolidarea sedimentelor. Aproape 75 % din suprafața continentală este acoperită de rocă sedimentară, deși acestea reprezintă doar 5 % din crustă. Cel de-al treilea tip de piatră întâlnit pe Pământ este roca metamorfică, creată prin transformarea altor tipuri de roci în prezența unor presiuni ridicate, temperaturi ridicate sau ambele. Printre cele mai abundente silicate de pe suprafața Pământului se numără: cuarț, feldspat, amfiboli, mică, piroxeni și olivină. Printre carbonații obișnuiți se numără calcitul și dolomitul.
Pedosfera este stratul exterior al suprafeței continentale a Pământului și este compus din sol și supus proceselor de formare a solului. Terenul arabil total este de 10,9 % din suprafața pământului și doar 1,3 % susțin culturile permanente. Aproape 40 % din suprafața Pământului este folosită în agricultură și creșterea animalelor sau aproximativ 16,7 milioane km2 de teren agricol și 33,5 milioane km2 de pășuni.
Altitudinea suprafeței terestre variază de la -418 metri în Marea Moartă la 8.848 metri pe Everest. Altitudinea medie este de 840 de metri deasupra nivelului mării.

### Câmpul gravitațional

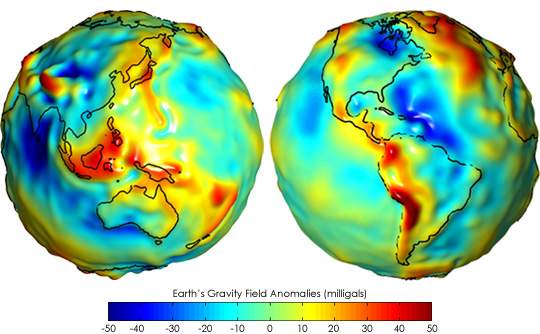
Gravitația Pământului măsurată de misiunea GRACE (Gravity Recovery and Climate Experiment), arătând abateri de la gravitația teoretică. Afișează roșu unde gravitatea este mai puternică decât valoarea standard și albastrul unde este mai slabă.

Gravitația Pământului se referă la accelerația pe care Pământul o imprimă obiectelor de pe sau lângă suprafața sa, prin forța gravitațională. La suprafața Pământului, accelerația gravitațională este de aproximativ 9,8 m/s2. Diferențele locale în topografie, geologie și structura tectonică mai profundă determină diferențe regionale și locale la nivelul câmpului gravitațional al Pământului, cunoscute sub numele de anomalii gravitationale.

### Câmpul magnetic
Partea principală a câmpului magnetic al Pământului este generată în nucleu, locul unui proces dinam, care convertește energia cinetică a convecției condusă termic în energia câmpului electric și magnetic. Originea câmpului magnetic al Terrei este pusă pe seama curenților de convecție termică dezvoltați în partea externă a nucleului Pământului, unde materia se prezinta în stare de topitură și frecarea materiei topite din nucleu de partea inferioara a mantalei care este solidă. Câmpul se extinde spre exterior, de la nucleu, prin mantă, până la suprafața Pământului, unde este aproximativ un dipol. Stâlpii dipolului sunt situați în prezent în apropierea polilor geografici ai planetei. La ecuatorul câmpului magnetic, rezistența câmpului magnetic la suprafață este de 3,05 × 10−5 T, cu un moment dipol magnetic global de 7,91 × 1015 T m3. Mișcările de convecție din nucleu sunt haotice; polii magnetici deviază și periodic se modifică alinierea. Acest lucru determină inversarea de câmp la intervale neregulate, cu o medie de câteva ori la fiecare milion de ani. Cea mai recentă inversare a avut loc acum aproximativ 700.000 de ani.

#### Magnetosferă

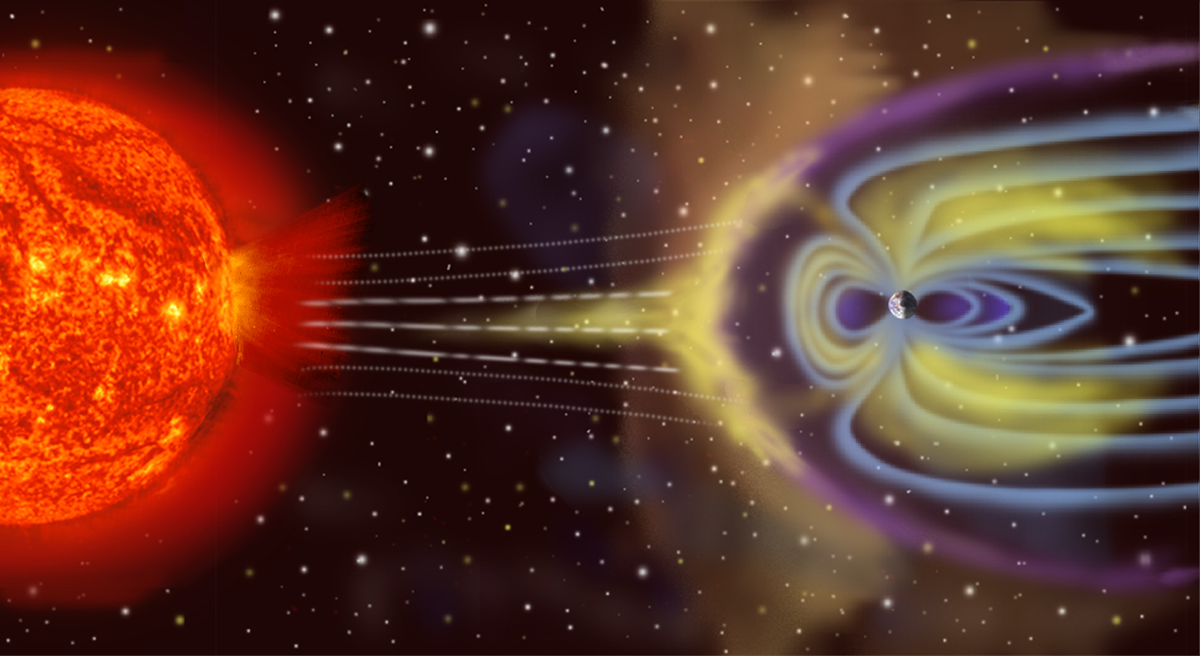
Reprezentare artistică a magnetosferei Pământului

Extinderea câmpului magnetic al Pământului în spațiu definește magnetosfera. Ionii și electronii vântului solar sunt deviați de magnetosferă; presiunea vântului solar comprimă partea din față a magnetosferei, la aproximativ 10 raze de Pământ și extinde magnetosfera într-o coada lungă. Atunci când aceste particule încărcate electric vin în contact cu magnetosfera terestră, ele nu dispar, ci sunt deviate în jurul planetei, formând „centurile de radiații Van Allen”. Existența centurilor a fost confirmată pentru prima dată de către James Van Allen în anul 1958. 
Ciocnirea unor particule încărcate electric din magnetosferă cu atomi din straturile superioare ale atmosferei, aflate la înălțimi de peste 80 Km, provoacă apariția aurorei. Cum polurile magnetice și geografice nu sunt identice, regiunile aurorale nu sunt aliniate cu polul geografic.

## Orbită și rotație

### Rotație

Rotația Pământului reflectată de DSCOVR EPIC la 29 mai 2016, cu câteva săptămâni înainte de solstițiu.

Perioada de rotație a Pământului în raport cu Soarele -zi solară medie- este de aproximativ 86400 secunde. Deoarece ziua solară a Pământului este acum puțin mai lungă decât în secolul al XIX-lea din cauza efectului gravitațional al Lunii asupra Terrei, fiecare zi din timpurile noastre este mai lungă cu aproximativ 1,7 milisecunde decât cea din secolul al XIX-lea.
Perioada de rotație a Pământului în raport cu stelele fix, numită zi stelară de către Serviciul Internațional pentru Rotația Terestră și Sisteme de Referință (IERS) este de 86164,0989 secunde sau 23 de ore, 56 de minute și 4,0989 secunde. Mișcarea pe care o face Pământul în jurul axei polilor, numită zi siderală, este de 86164,0905 secunde sau de 23 de ore, 56 de minute și 4,09 secunde și corespunde timpului dintre două situări consecutive a unei stele de pe bolta cerească la meridianul locului. Ziua siderală este mai scurtă decât ziua stelară cu aproximativ 8,4 ms.
Sensul de deplasare este de la vest spre est, astfel încât mișcarea aparentă a Soarelui pe bolta cerească este de la est către vest. Viteza de deplasare la ecuator este de aproximativ 1670 km/h, ea scăzând spre poli, așa încât pe paralela de 60° viteza de rotație ajunge la 850 km/h, iar la poli aceasta este nulă.

### Orbită
Simultan cu mișcarea de rotație în jurul axei sale, Pământul orbitează în jurul Soarelui la o distanță medie de aproximativ 150 de milioane de km, la fiecare 365,2564 de zile solare sau un an sideral. Viteza orbitală medie a Pământului este de aproximativ 29,78 km/s, care este suficient de rapidă pentru a călători pe o distanță egală cu diametrul Pământului (aprox. 12.742 km) în 7 minute, și pe o distanță până la Lună (aprox. 384.000 km) în cca. 3,5 ore.
Orbita Pământului în jurul Soarelui are formă de elipsă puțin turtită. Axa mare a elipsei se numește linia apsizilor și are aproximativ 300 milioane km. Poziția cea mai apropiată, numită periheliu, se înregistrează la începutul lunii ianuarie, Pământul aflându-se la 146.993.000 km față de Soare. Punctul cel mai îndepărtat al eclipticii față de Soare se numește afeliu și este atins la începutul lunii iulie.
Pământul, împreună cu sistemul solar, este situat în Calea Lactee și se află la aproximativ 28000 de ani-lumină de centrul galaxiei.

### Înclinare axială și anotimpuri

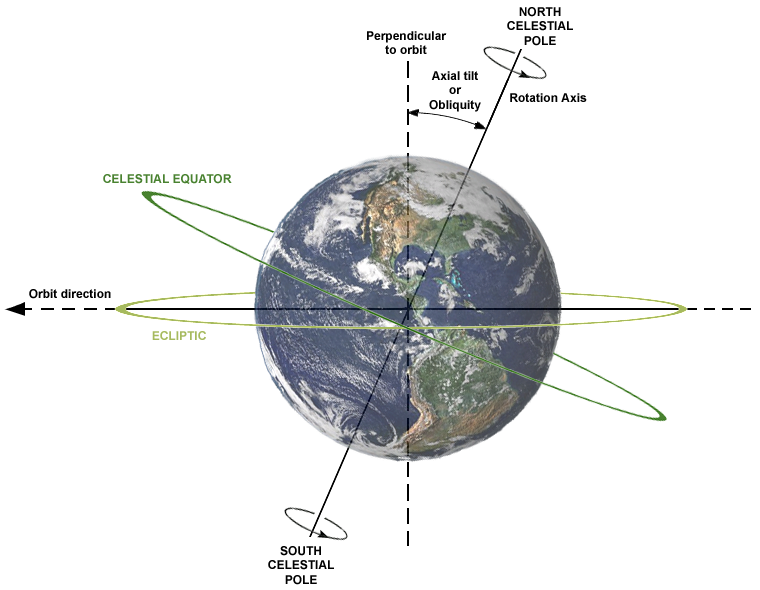
Înclinarea axială a Pământului (sau oblicitatea) și relația sa cu axa de rotație și planul orbitei.

Înclinarea axială a Pământului este de aproximativ 23,439281°  față de axa planul său orbital, arătând întotdeauna spre polii cerești. Datorită înclinării axiale a Pământului, cantitatea de lumină solară care atinge un punct dat de pe suprafață variază pe parcursul anului. Acest lucru determină schimbarea sezonieră a climei, vara în emisfera nordică survenind atunci când Tropicul Cancerului este orientat spre Soarele și în emisfera sudică când Tropicul Capricornului este orientat spre Soare. În fiecare caz, iarna apare simultan în emisfera opusă. În timpul verii, ziua durează mai mult, iar Soarele urcă mai sus pe cer. Iarna, clima devine mai răcoroasă, iar zilele mai scurte. Deasupra cercului polar și sub cercul antarctic nu există deloc lumină în timpul zilei pentru o parte a anului, provocând noapte polară, iar această noapte se extinde timp de câteva luni la polii înșiși. Aceleași latitudini experimentează și o zi polară, unde soarele rămâne vizibil toată ziua.
Prin convenție astronomică, cele patru anotimpuri pot fi determinate de solstiții — punctele de pe orbita înclinării axiale maxime spre sau îndepărtate de Soare — și de echinocții, când axa de rotație a Pământului este aliniată cu axa sa orbitală. În emisfera nordică, solstițiul de iarnă are loc în jurul datei de 21 decembrie; solstițiul de vară în jurul datei de 21 iunie, echinocțiul de primăvară în jurul datei de 20 martie și echinocțiul de toamnă este la aproximativ 22 sau 23 septembrie. În emisfera sudică, situația este inversă.
Unghiul de înclinare axială a Pământului este relativ stabil pe perioade lungi de timp. Cu toate acestea, această înclinație suferă o mișcare ușoară și neregulată, cu o perioadă principală de 18,6 ani. Orientarea (mai degrabă decât unghiul) axei Pământului se schimbă, de asemenea, în timp, completând o precesie circulară la fiecare 25.800 de ani; această precesie este motivul diferenței dintre un an sideral și un an tropical. Ambele mișcări sunt cauzate de atracția gravitațională variabilă a Soarelui și a Lunii asupra proeminenței ecuatoriale a Pământului. Polii migrează, de asemenea, cu câțiva metri pe suprafața Pământului. Această mișcare polară are mai multe componente ciclice, care sunt denumite în mod colectiv mișcare cvasiperiodică. În plus față de o componentă anuală a acestei mișcări, există un ciclu de 14 luni numit oscilația Chandler. Viteza de rotație a Pământului variază, de asemenea, într-un fenomen cunoscut sub numele de variație a lungimii zilei.
În timpurile moderne, periheliul Pământului are loc în jurul datei de 3 ianuarie, iar afeliul său în jurul datei de 4 iulie. Aceste date se schimbă în timp din cauza precesiei și a altor factori orbitali, care urmează tipare ciclice cunoscute sub numele de cicluri Milancovici. Distanța schimbătoare Pământ-Soare determină o creștere de aproximativ 6,8 % a energiei solare care ajunge la Pământ la periheliu față de afeliu. Deoarece emisfera sudică este înclinată spre Soare cam în același timp în care Pământul atinge cea mai mare apropiere de Soare, emisfera sudică primește ceva mai multă energie de la Soare decât nordul în decursul unui an. Acest efect este mult mai puțin semnificativ decât schimbarea totală a energiei datorată înclinării axiale, iar cea mai mare parte a excesului de energie este absorbită de proporția mai mare de apă din emisfera sudică.

## Luna și influența ei

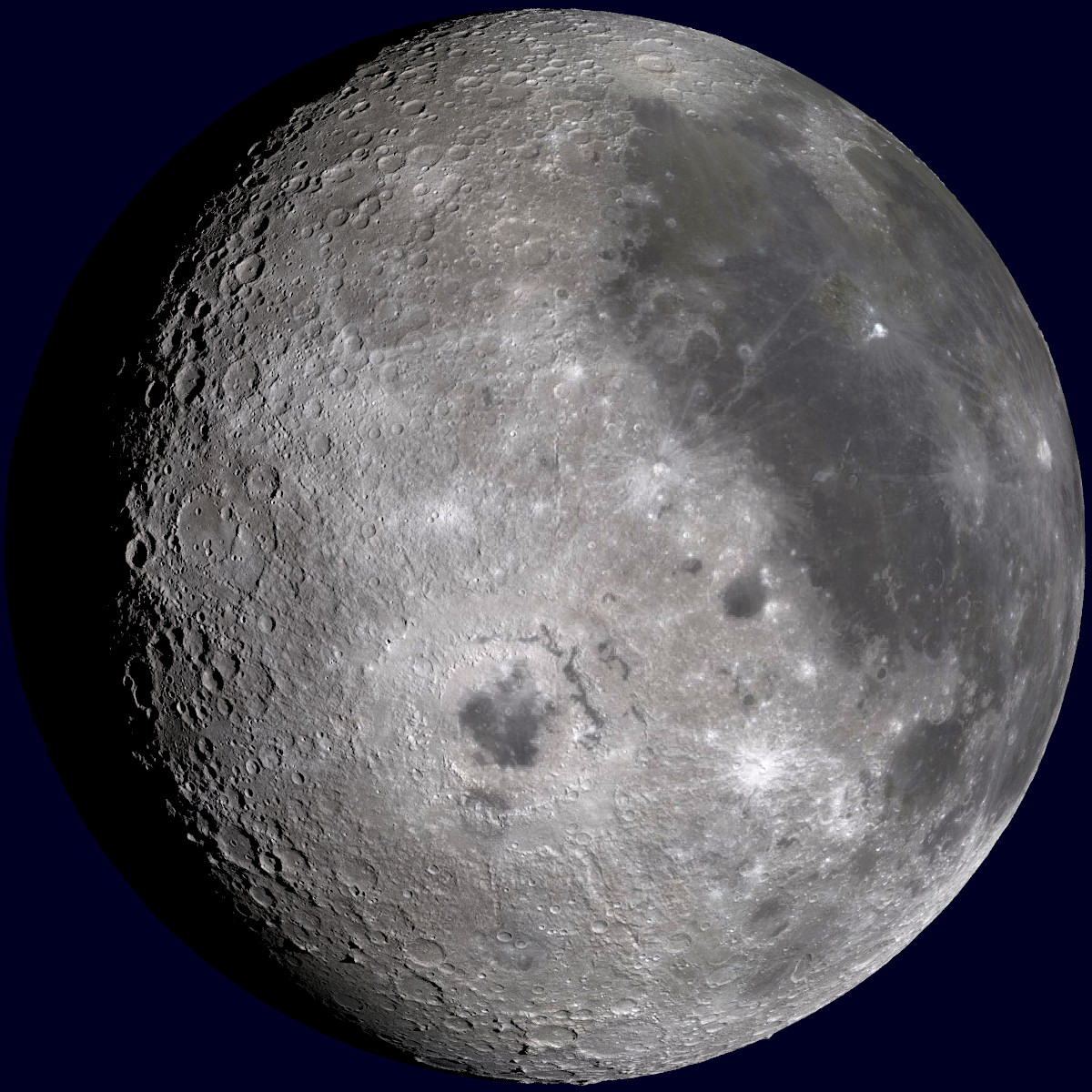
Luna

Luna este un satelit natural relativ mare, terestru, cu un diametru de aproximativ un sfert din cel al Pământului și situată la 384.400 de km de Terra. Este cel mai mare satelit din Sistemul Solar relativ la dimensiunea planetei sale, deși Charon este mai mare relativ la planeta pitică Pluto. Sateliții naturali ai altor planete sunt, de asemenea, numiți „luni”, după cea a Pământului.
Atracția gravitațională dintre Pământ și Lună provoacă maree pe Pământ. Luna este în rotație sincronă cu Pământul, adică arată întotdeauna aceeași față către el. Pe măsură ce Luna orbitează Pământul, diferite părți ale feței sale sunt iluminate de Soare, ducând la fazele lunare.

Detalii despre sistemul Pământ-Lună. În plus față de raza fiecărui obiect, distanța dintre acestea și înclinația axei fiecăruia, este prezentată distanța dintre baricentrul sistemului Pământ-Lună și centrul Pământului (4641 km). Axa Lunii este localizată de cea de-a treia lege a lui Cassini.

Datorită interacțiunii mareelor, Luna se îndepărtează de Pământ cu o distanță de aproximativ 38 mm/an. De-a lungul a milioane de ani, aceste mici modificări - și prelungirea zilei pe Pământ cu aproximativ 23 μs/an - se adaugă unor schimbări semnificative. De exemplu, în perioada Devoniană (acum aprox. 410 milioane de ani în urmă) erau 400 de zile într-un an, fiecare zi având o durată de 21,8 ore.
Luna poate să fi fost fundamentală pentru dezvoltarea vieții pe Pământ prin moderarea climatului planetei. Dovezile paleontologice și simulările computerizate arată că înclinarea axială a Pământului este stabilizată prin interacțiunile dintre maree și Lună. Unii teoreticieni cred că, fără această stabilizare, axa de rotație ar putea fi instabilă în mod haotic, așa cum se întâmplă cu o sferă.
Privită de pe Pământ, Luna este la o distanță care face ca dimensiunea aparentă a discului să fie aproape identică cu cea a Soarelui. Diametrul unghiular (sau unghiul solid) a acestor două corpuri se potrivește deoarece, deși diametrul Soarelui este de aproximativ 400 de ori mai mare decât al Lunii, acesta este de, de asemenea, de 400 de ori mai îndepărtat. Acest lucru permite să vedem de pe Pământ eclipse totale sau inelare de soare.
Cea mai acceptată teorie a originii Lunii, teroria marelui impact, afirmă că ea s-a format din coliziunea unei protoplanete de mărimea planetei Marte, numită Theia cu Pământul timpuriu. Această ipoteză explică (printre altele) lipsa relativă a fierului de pe Lună și a elementelor volatile și faptul că compoziția sa este aproape identică cu cea a crustei Pământului.

### Asteroizi și sateliți artificiali

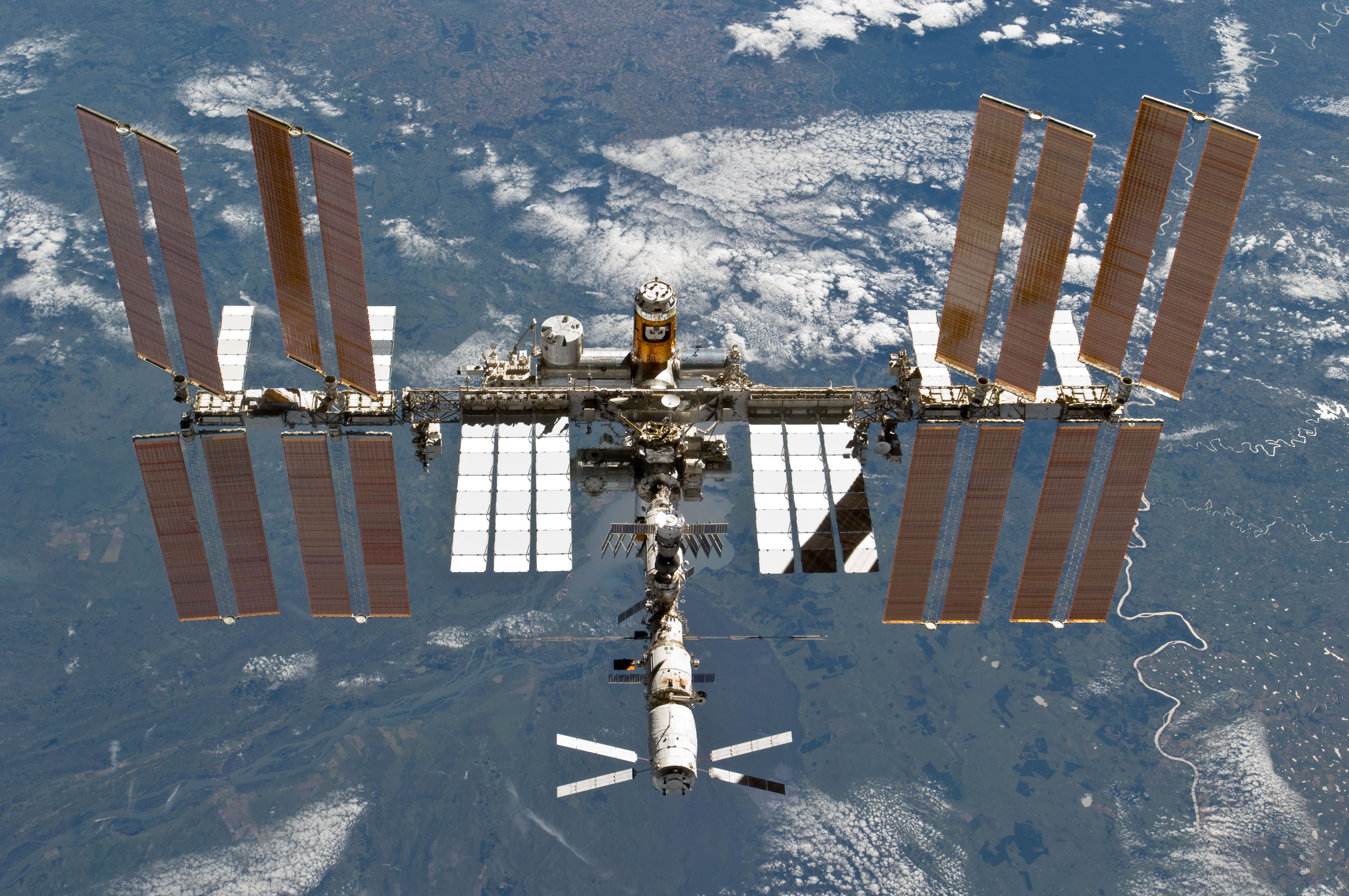
Stația Spațială Internațională, cel mai mare satelit artificial al Pământului, 2011

Pământul are cel puțin cinci asteroizi coorbitali, inclusiv 3753 Cruithne și 2002 AA29. În 2010 a fost descoperit primul asteroid troian al Pământului, 2010 TK7, în preajma punctului Lagrange L4, pe orbita Terrei în jurul Soarelui.
Micul asteroid situat în apropierea Pământului 2006 RH120 face abordări apropiate de sistemul Pământ-Lună aproximativ o dată la douăzeci de ani. În timpul acestor abordări, poate orbita Pământul pentru perioade scurte de timp.
În ianuarie 2022, erau circa 4.852 de sateliți operaționali, realizați de om, care orbitează Pământul. Există și sateliți nefuncționați, printre care și Vanguard 1, cel mai vechi satelit aflat în prezent pe orbită și peste 16.000 de fragmente de gunoi spațial. Cel mai mare satelit artificial al Terrei este Stația Spațială Internațională.

## Hidrosfera

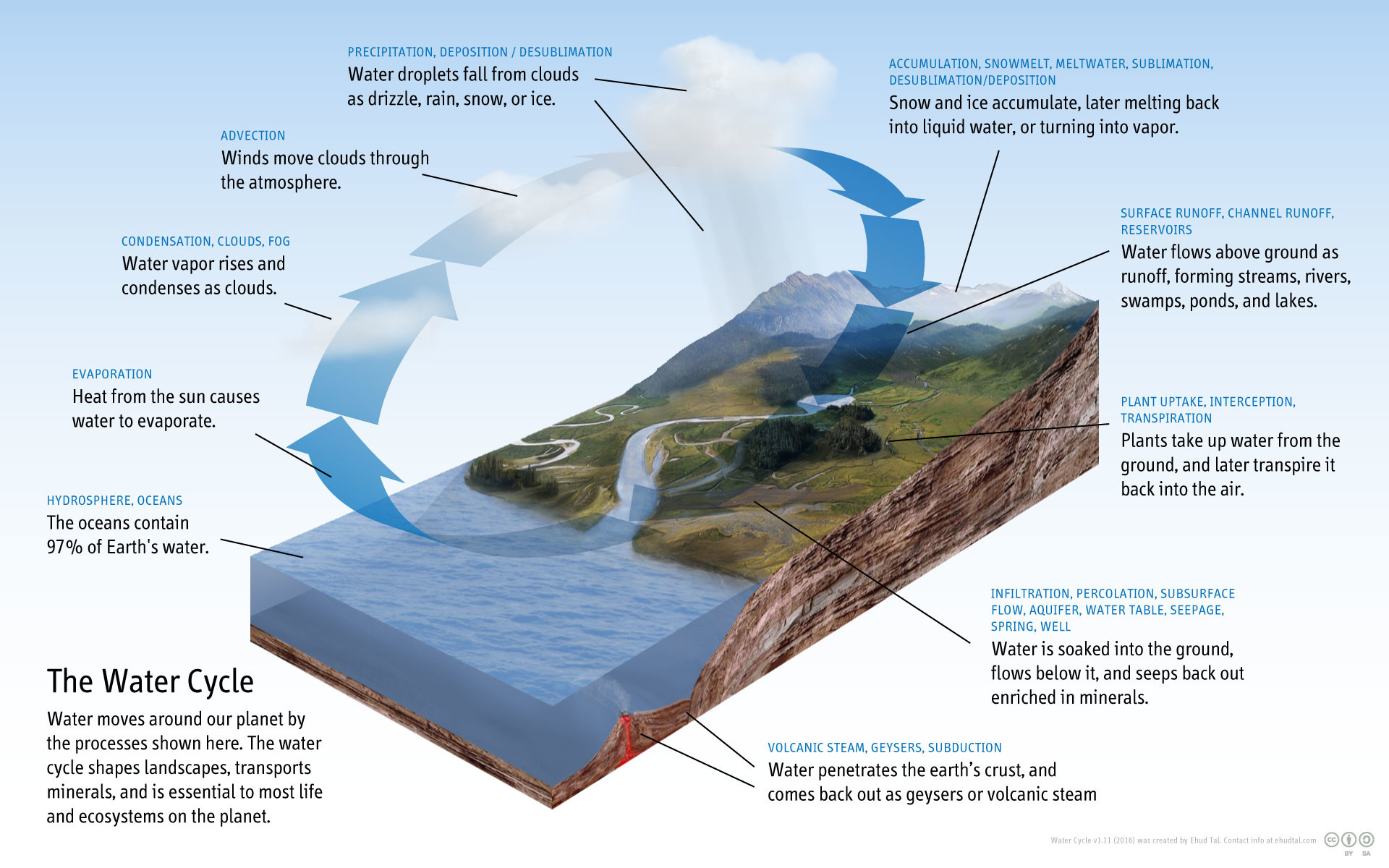
Apa este transportată în diferite părți ale hidrosferei prin circuitul apei.

Abundența apei la suprafața Pământului este o caracteristică unică care distinge „Planeta Albastră” de alte planete din Sistemul Solar. Hidrosfera Pământului constă în principal din oceane, însă include în mod tehnic toate suprafețele de apă din lume, inclusiv mările interioare, lacurile, râurile și apele subterane până la o adâncime de 2.000 m. Cel mai adânc loc subacvatic este Challenger Deep din Groapa Marianelor, Oceanul Pacific, cu o adâncime de 10.911,4 m.
Masa oceanelor este de aproximativ 1,35 × 1018 tone sau aproximativ 1/4400 din masa totală a Pământului. Oceanele acoperă o suprafață de 361,8 milioane km2 cu o adâncime medie de 3.682 m, rezultând un volum estimat de 1.332 miliarde km3. Dacă toată suprafața de crustă a Pământului ar fi la aceeași înălțime ca o sferă netedă, adâncimea oceanului mondial rezultat ar fi de 2,7 până la 2,8 km. Aproximativ 97,5 % din apa Pământului este sărată; restul de 2,5 % este compus din apă dulce, dar aproximativ 68,7 % din acesta se găsește sub formă de gheață în calote și ghețari.
În cele mai reci regiuni ale Pământului, zăpada supraviețuiește vara și se transformă în gheață. Această zăpadă și gheață acumulate formează în cele din urmă ghețarii, corpuri de gheață care curg sub influența propriei lor gravitații. Ghețarii alpini se formează în zonele muntoase, în timp ce straturile întinse de gheață se formează pe uscat în regiunile polare. Gurgerea ghețarilor erodează suprafața, schimbându-o dramatic, formând văi în formă de U și alte forme de relief. Banchiza din Arctica acoperă o zonă aproximativ la fel de mare ca Statele Unite, deși se retrage rapid ca o consecință a schimbărilor climatice.
Salinitatea medie a oceanelor Pământului este de aproximativ 35 de grame de sare pe kilogram de apă de mare (3,5 % sare). Cea mai mare parte a acestei sări a fost eliberată de activitatea vulcanică sau de eroziunea rocilor ignifuge. Oceanele sunt, de asemenea, un rezervor de gaze atmosferice dizolvate, esențiale pentru supraviețuirea multor forme de viață acvatică. Apa mării are o influență importantă asupra climei mondiale, oceanele acționând ca un mare rezervor de căldură. Modificările temperaturilor oceanelor pot duce la fenomene meteorologice extreme, cum ar fi El Niño.

## Atmosferă

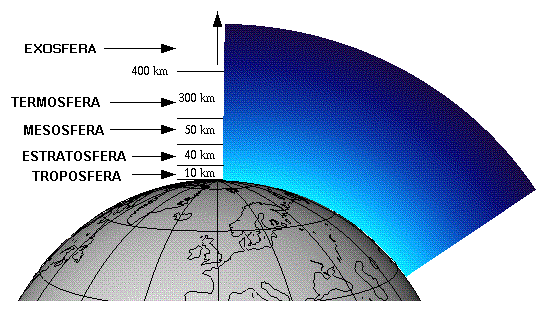
Straturile atmosferei Pământului

Terra are o atmosferă relativ densă compusă din 78 % azot, 21 % oxigen, cu urme de vapori de apă, dioxid de carbon și alte molecule gazoase. Conținutul de vapori de apă variază între 0,01% și 4%, dar în medie este de aproximativ 1%. Înălțimea troposferei variază în funcție de latitudine, variind între 8 km la poli și 17 km la ecuator, cu unele variații care rezultă din vreme și factori sezonieri. Presiunea atmosferică la nivelul mării este în medie de 101,325 kPa.
Atmosfera are o masă de aproximativ 5,15 × 1018 kg, dintre care trei sferturi se află la aproximativ 11 km de suprafață. Atmosfera devine mai subțire odată cu creșterea altitudinii, fără o limită definită între atmosferă și spațiul cosmic. Linia Kármán, situată la 100 km de suprafață, este adesea folosită ca graniță între atmosferă și spațiul cosmic. Efectele atmosferice devin vizibile în timpul reintrării atmosferice a navei spațiale la o altitudine de aproximativ 120 km. În atmosferă pot fi distinse mai multe straturi, pe baza unor caracteristici precum temperatura și compoziția.
Biosfera Pământului a modificat în mod semnificativ atmosfera. Fotosinteza bazată pe oxigen a apărut acum 2,7 miliarde de ani și a format atmosfera actuală, constând în principal din azot și oxigen. Această schimbare a permis proliferarea organismelor aerobe și, indirect, formarea stratului de ozon datorită conversiei ulterioare a O2 atmosferic în O3. Stratul de ozon blochează radiația solară ultravioletă, permițând viața pe uscat. Alte funcții atmosferice importante pentru viață includ transportul vaporilor de apă, furnizarea gazelor utile, provocarea arderii a meteoriților mici înainte de a lovi suprafața terestră și moderarea temperaturii. Acest ultim fenomen este cunoscut sub numele de efect de seră: urme de molecule în atmosferă servesc la captarea energiei termice emise de la sol, crescând astfel temperatura medie. Vaporii de apă, dioxidul de carbon, metanul, oxidul de azot și ozonul sunt principalele gaze cu efect de seră din atmosferă. Fără acest efect de reținere a căldurii, temperatura medie a suprafeței ar fi de -18 °C, spre deosebire de cea actuală de +15 °C, și viața pe Pământ probabil că nu ar exista în forma sa actuală.

### Vreme și climă
Atmosfera Pământului nu are limite precise, dar devine din ce în ce mai rară și se estompează în spațiul cosmic. Aproximativ 75 % din masa atmosferei este cuprinsă în primii 11 km de la suprafața planetei, în stratul numit troposferă. Energia de la Soare încălzește acest strat și suprafața de dedesubt, determinând expansiunea aerului. Acest aer cu densitate mai mică crește apoi și este înlocuit cu un aer mai rece, cu densitate mai mare. Rezultatul este circulația atmosferică care controlează, prin redistribuirea energiei termice, atât clima, cât și vremea.
Principalele zone de circulație atmosferică sunt situate în zona ecuatorială sub 30° latitudine, prin acțiunea curenților vestici și la latitudini mijlocii, între 30° și 60°, prin vânturile de vest. Curenții oceanici reprezintă, de asemenea, un factor important care influențează clima, în special circulația termohalină, care redistribuie energia termică capturată din oceanele din zonele ecuatoriale până la cele din zonele polare.
Vaporii de apă generați prin evaporare sunt transportați prin modele circulare în atmosferă. Când condițiile atmosferice permit o creștere a aerului cald și umed, vaporii de apă se condensează și cad la suprafață ca precipitații. Cea mai mare parte a apei este apoi transportată la altitudini mai mici de sistemele fluviale și, de regulă, se întoarce în oceane sau se depune în lacuri. Acest ciclu al apei este un mecanism vital pentru susținerea vieții pe uscat și este un factor principal în erodarea, modelarea și transformarea suprafeței Pământului în diferitele perioade geologice. Cantitatea de precipitații variază considerabil de la o regiune la alta, în funcție de sezonul de referință, de latitudine și de geografia teritoriului, de la câțiva metri de apă pe an, până la mai puțin de un milimetru în zonele deșertului sau în zonele polare.
Cantitatea de energie solară care atinge suprafața Pământului scade cu creșterea latitudinii. La latitudini mai mari, lumina soarelui ajunge la suprafață în unghiuri inferioare și trebuie să treacă prin coloanele mai groase ale atmosferei. Ca rezultat, temperatura medie anuală a aerului la nivelul mării scade cu aproximativ 0,4 °C pe grad de latitudine față de ecuator. Suprafața Pământului poate fi subdivizată în benzi specifice latitudinale, cu o climă aproximativ omogenă. De la ecuator la regiunile polare, acestea sunt: tropice (sau ecuatoriale), subtropice, temperate și polare.
O altă clasificare climatică, sistemul de clasificare Köppen, împarte lumea în cinci zone vaste: zonă umedă tropicală, aridă de deșert, zonă umedă la latitudini medii, zonă climatică continentală și zona polară rece, care sunt apoi subdivizate în mai multe subtipuri mai specifice. Sistemul Köppen evaluează regiunile de pământ în funcție de temperatura și precipitațiile observate.
Cea mai mare temperatură înregistrată pe Pământ a fost de 54.0 °C (129.2 °F) și a fost înregistrată la data de 20 iunie 2013, atât în Valea Morții din California, cât și la Mitribah, Kuweit, la 21 iulie 2016. Cea mai scăzută temperatură înregistrată pe Pământ a fost de −89,2 °C (−128,6 °F; 184,0 K) și a fost măsurată la stația sovietică Vostok în Antarctica, la data de 21 iulie 1983, însă sateliții au folosit teledetecția pentru a măsura temperaturile de -94,7 °C (-138,5 °F) în Antarctica de Est. Aceste înregistrări de temperatură sunt doar măsurători realizate cu instrumente moderne începând cu secolul XX și probabil nu reflectă întreaga gamă de temperaturi de pe Pământ.

## Viața pe Pământ

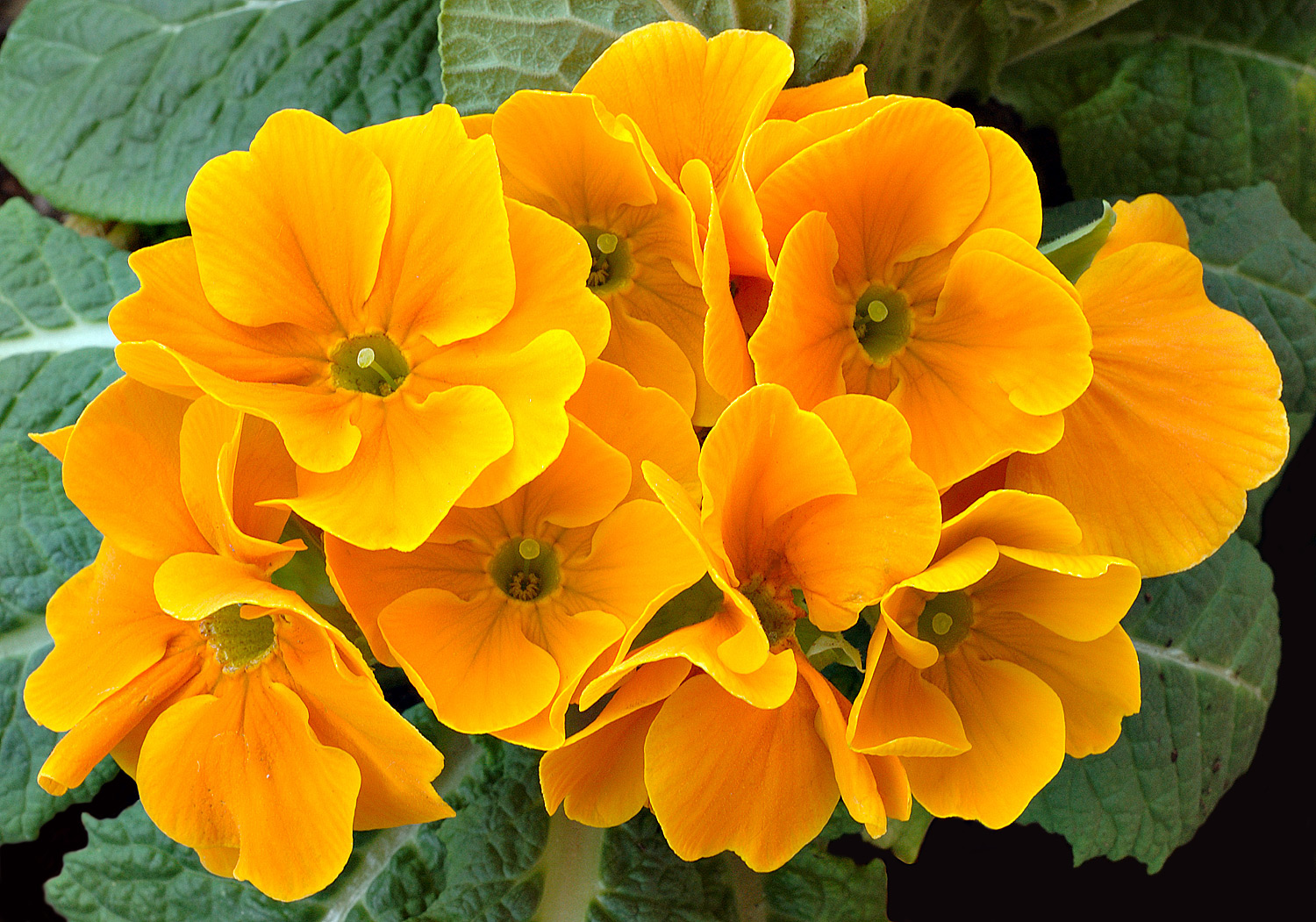
Plantele sunt unul dintre regnurile vieții de pe Pământ.

Formele de viață ale unei planete locuiesc în ecosisteme, al căror total formează biosfera. Biosfera este împărțită într-un număr de biomuri, locuite de o populație de floră și faună aproximativ asemănătoare. Pe uscat, biomurile sunt separate în primul rând prin diferențe de latitudine, înălțime deasupra nivelului mării și umiditate. Biomurile terestre care se află în cercurile arctic sau antarctic, la altitudini mari sau în zone extrem de aride sunt relativ lipsite de viață animală și vegetală; diversitatea speciilor atinge un apogeu în zonele joase, umede, la latitudini ecuatoriale. Estimările numărului de specii din prezent variază; majoritatea speciilor nu au fost descrise. Peste 99% din toate speciile care au trăit vreodată pe Pământ sunt extincte.
O planetă care poate susține viața este numită locuibilă, chiar dacă viața nu este prezentă acolo. Distanța Pământului față de Soare, precum și excentricitatea sa orbitală, rata de rotație, înclinarea axială, istoria geologică, atmosfera de susținere și câmpul magnetic, toate contribuie la condițiile climatice actuale de la suprafață. Pământul oferă apă lichidă — un mediu în care moleculele organice complexe se pot asambla și interacționa și energie suficientă pentru a susține metabolismul. Plantele pot prelua nutrienți din atmosferă, sol și apă. Acești nutrienți sunt reciclați în mod constant între diferite specii.

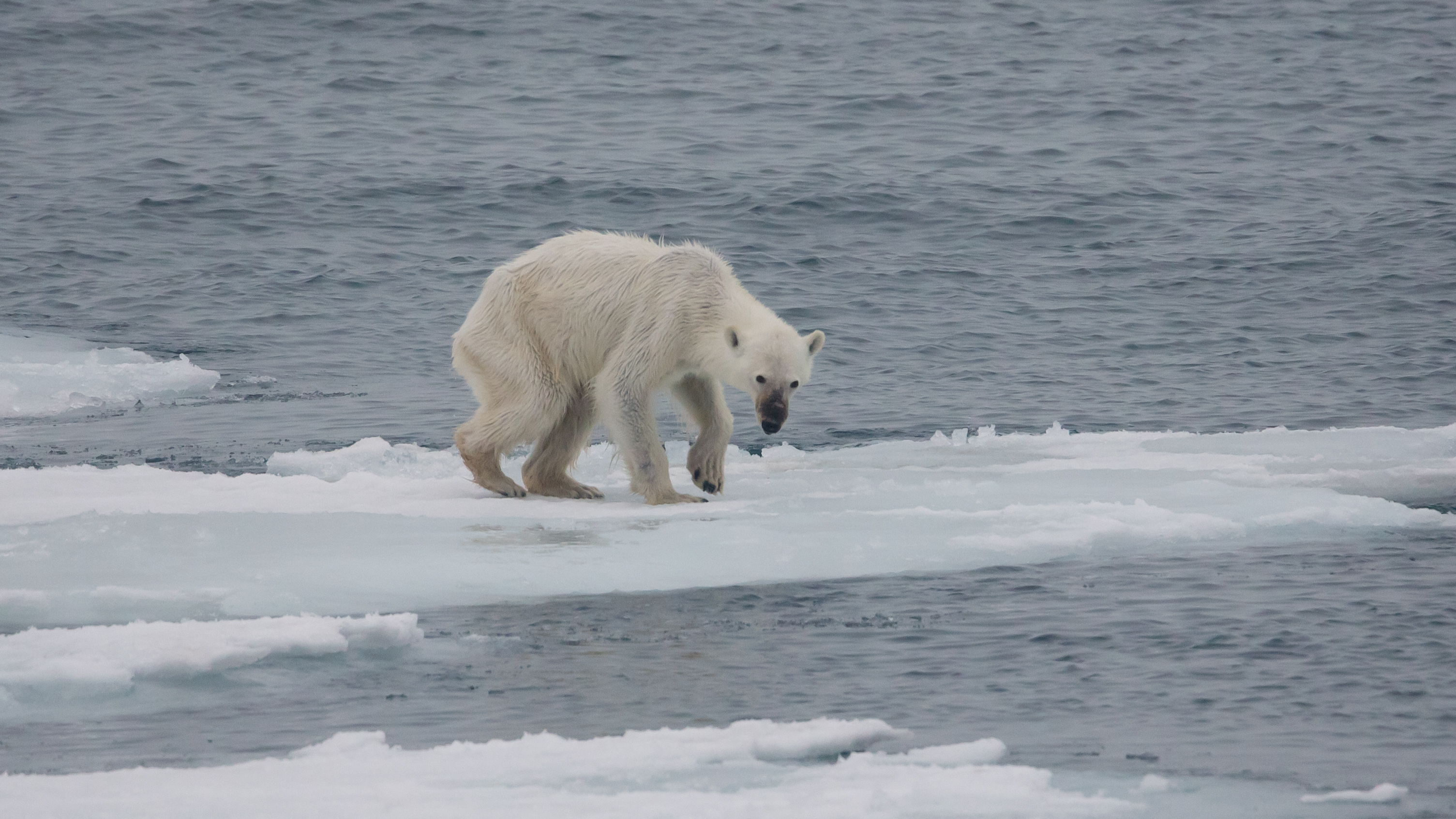
Pe măsură ce schimbările climatice topesc gheața, studiul geologic al SUA arată că două treimi din urșii polari vor dispărea până în 2050.

Vremea extremă, cum ar fi ciclonii tropicali (inclusiv uragane și taifunuri), are loc pe cea mai mare parte a suprafeței Pământului și are un impact mare asupra vieții din acele zone. Din 1980 până în 2000, aceste evenimente au provocat în medie 11.800 de decese umane pe an.
Multe locuri sunt supuse cutremurelor, alunecărilor de teren, tsunami-urilor, erupțiilor vulcanice, tornadelor, viscolului, inundațiilor, secetei, incendiilor și altor calamități și dezastre. Impactul uman este resimțit în multe zone din cauza poluării aerului și apei, ploilor acide, pierderii vegetației (pășunat excesiv, defrișări, deșertificare), pierderii faunei sălbatice, dispariția speciilor, degradarea solului, epuizarea și eroziunea solului. Activitățile umane eliberează gaze cu efect de seră în atmosferă care provoacă încălzirea globală. Acest lucru provoacă schimbări, cum ar fi topirea ghețarilor și a straturilor de gheață, o creștere globală a nivelului mediu al mării, risc crescut de secetă și incendii și migrarea speciilor către zone mai reci.

## Geografie umană
Cartografia - studiul și elaborarea hărților - și geografia - studierea terenurilor, a trăsăturilor, a locuitorilor și a fenomenelor de pe Pământ - au fost din punct de vedere istoric disciplinele dedicate descrierii Pământului. Au fost dezvoltate topografia sau determinarea pozițiilor și a distanțelor și, navigația sau determinarea poziției și a direcției, care împreună cu cartografia și geografia, au furnizat informații necesare omului.
Populația umană a Pământului a ajuns la aproximativ opt miliarde la 15 noiembrie 2022. Prognozele indică faptul că populația umană a lumii va ajunge la 9,2 miliarde în 2050. Cea mai mare parte a creșterii este de așteptat să aibă loc în țările în curs de dezvoltare. Densitatea populației umane variază foarte mult în lume, dar cei mai mulți locuiesc în Asia. Până în 2020, se așteaptă ca 60 % din populația lumii să locuiască mai degrabă în zone urbane decât în zone rurale.

Harta lumii

Se estimează că o optime din suprafața Pământului este potrivită pentru traiul oamenilor - trei sferturi din suprafața Pământului fiind acoperită de oceane, doar un sfert reprezentând uscatul. Jumătate din această suprafață este deșert (14 %), munți înalți (27 %), sau alte terenuri necorespunzătoare. Cea mai nordică așezare permanentă din lume este Alert, pe insula Ellesmere din Nunavut, Canada. (82°28′N). Cea mai sudică este Stația Amundsen-Scott din Antarctica, situată aproape exact la Polul Sud. (90°S)
În anul 2015 existau 193 de state suverane care sunt state membre ale Națiunilor Unite, plus două state observatoare și 72 de teritorii dependente și state cu o recunoaștere limitată. Pământul nu a avut niciodată un guvern suveran cu autoritate asupra întregului glob, deși unele state-națiune au încercat să domine lumea și au eșuat.
Organizația Națiunilor Unite este o organizație interguvernamentală mondială care a fost creată cu scopul de a interveni în litigiile dintre națiuni, evitând astfel conflictele armate. ONU servește în primul rând ca un forum pentru diplomația internațională și drept internațional. Atunci când consensul membrilor permite acest lucru, mecanismul de intervenție armată este permis.
Primul om care a ajuns pe orbita Pământului a fost Iuri Gagarin la 12 aprilie 1961. În total, aproximativ 487 de persoane au vizitat spațiul cosmic și au ajuns pe orbită pînă la 30 iulie 2010, iar dintre acestea, doisprezece au pășit pe Lună. În mod normal, singurele persoane din spațiu sunt cele de pe Stația Spațială Internațională. Echipajul stației, format din șase persoane, este de obicei înlocuit la fiecare șase luni. Cel mai îndepărtat punct de Terra unde oamenii au călătorit este situat la 400.171 km în timpul misiunii Apollo 13 în 1970.

### Resurse naturale
| Sol                         | Mha         |
| --------------------------- | ----------- |
| Terenuri agricole           | 1.510–1.611 |
| Pășuni                      | 2.500–3.410 |
| Păduri naturale             | 3.143–3.871 |
| Păduri plantate             | 126–215     |
| Zone urbane                 | 66–351      |
| Teren productiv, neutilizat | 356–445     |

Pământul are multe resurse naturale utile pentru omenire. Unele dintre acestea sunt definite ca resurse regenerabile, adică sunt reînnoite în mod natural sau de către om într-o perioadă scurtă scurtă de timp, sau sunt surse practic inepuizabile; ele corespund solurilor agricole, pășunilor, pădurilor și a așa-numitelor surse regenerabile sau energiei provenite de la soare, vânt, curenți de mare și maree. În schimb, alte resurse sunt definite ca fiind neregenerabile, atât pentru imposibilitatea de a se regenera, cât și pentru perioada îndelungată necesară pentru aceasta; acestea includ toate mineralele și combustibilii fosili. 
Depozite mari de combustibili fosili sunt obținute din crusta Pământului și constau din cărbune, petrol și gaze naturale. Aceste depozite sunt folosite de oameni atât pentru producerea de energie, cât și ca materie primă pentru substanțe chimice. În interiorul crustei sunt și resursele minerale care s-au format printr-un proces de generare a minereului, care rezultă din acțiunile de magmatism, eroziune și tectonica plăcilor. Aceste resurse constituie surse concentrate pentru multe metale și alte elemente utile.
Biosfera Pământului produce multe produse biologice utile pentru oameni, inclusiv alimente, lemn, produse farmacologice, oxigen și reciclarea multor deșeuri organice. Ecosistemul terestru depinde de solul vegetal și apa proaspătă, iar ecosistemul oceanic depinde de nutrienții dizolvați aduși în apă de ploi și spălarea uscatului. În anul 2000, utilizarea solului a fost cea din tabelul alăturat.

## Pământul în cultură

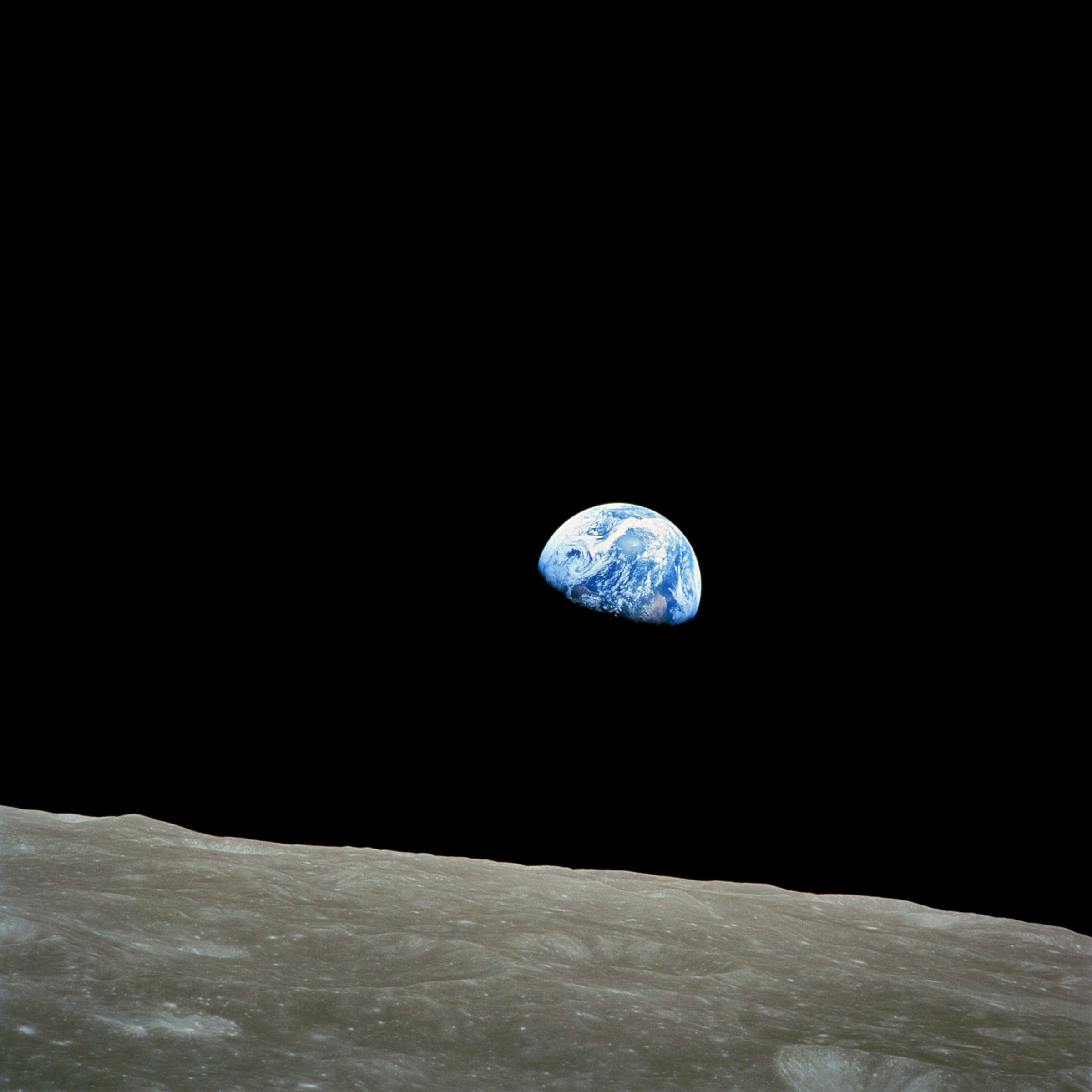
Răsărit de Pământ, fotografie făcută în 1968 de William Anders, astronaut la bordul Apollo 8

Culturile umane au dezvoltat multe puncte de vedere asupra planetei. Simbolul astronomic standard al Pământului constă într-o cruce circumscrisă de un cerc, , reprezentând cele patru colțuri ale lumii. Pământul este uneori personificat cu o zeitate, în special o zeiță. În multe culturi, zeița mamă este zeitatea primară a fertilității. Aztecii numeau planeta Pământul Tonantzin – „mama noastră”, la incași, Pământul era numit Pachamama – „mama pământ”. Zeița chineză a Pământului Hou Tu  este similară cu Gaia, zeița greacă care personifică Pământul. Pentru hinduși este numită Bhuma Devi, Zeița Pământului. Mitologia egipteană antică este diferită de cea a altor culturi, deoarece Pământul este o zeitate masculină, Geb, iar cerul este feminin, Nut. Mitul creației în multe religii implică crearea Pământului de către o zeitate sau zeități supranaturale.
În trecutul antic existau diferite niveluri de credință într-un Pământ plat. Forma sferică a Pământului a fost sugerată de filosofii greci timpurii, o credință susținută de Pitagora și Parmenide. În Evul Mediu – așa cum demonstrează gânditori precum Toma de Aquino – credința europeană într-un Pământ sferic era larg răspândită. Pământul a fost în general considerat a fi centrul universului până în secolul al XVI-lea, când oamenii de știință au ajuns la concluzia că este un obiect în mișcare, comparabil cu celelalte planete din Sistemul Solar.
Se consideră că evoluțiile tehnologice din a doua jumătate a secolului XX au modificat percepția publicului asupra Pământului. Înainte de zborul spațial, imaginea populară a Pământului era a unei lumi verzi. Pământul a fost fotografiat pentru prima dată de satelitul Explorer 6 în 1959. Iuri Gagarin a devenit primul om care a văzut Pământul din spațiu în 1961. Echipajul Apollo 8 a fost primul care a văzut un răsărit de Pământ de pe orbita lunară în 1968, iar fotografia astronautului William Anders, Earthrise, a devenit legendară. În 1972, echipajul Apollo 17 a produs The Blue Marble, o altă celebră fotografie a planetei Pământ din spațiul cislunar. Aceste imagini luate din spațiu cu Pământul au fost creditate cu modificarea modului în care oamenii priveau planeta pe care trăiau, subliniind frumusețea, unicitatea și fragilitatea aparentă a acesteia.
Abia în secolul al XIX-lea geologii și-au dat seama că vârsta Pământului era de cel puțin multe milioane de ani. Lordul Kelvin a folosit termodinamica pentru a estima vârsta Pământului între 20 și 400 de milioane de ani în 1864, declanșând o dezbatere puternică pe această temă; abia atunci când radioactivitatea și datarea radioactivă au fost descoperite la sfârșitul secolului al XIX-lea și începutul secolului al XX-lea, a fost stabilit un mecanism de încredere pentru determinarea vârstei Pământului, dovedind că planeta are o vechime de miliarde de ani.
Din anii 1970, la 22 aprilie se sărbătorește Ziua Planetei Pământ.